# Перон, Хуан Доминго
Хуа́н Доми́нго Перо́н (исп. Juan Domingo Perón, 8 октября 1895 — 1 июля 1974) — аргентинский военный и государственный деятель, президент Аргентины с 1946 по 1955 год и с 1973 по 1974 год.
Он является основателем перонизма (также известного как хустисиализм) — одной из ключевых политических доктрин страны. Перон стал единственным человеком, кто был избран на пост президента в ходе всеобщих выборов, в которых участвовали как мужчины, так и женщины.
Хуан Доминго Перон принял активное участие в Революции 1943 года, организованной группой националистически настроенных военных, объединённых в так называемую Группу объединённых офицеров (GOU), с целью положить конец господствовавшей в стране политике периода, известного как «Бесславное десятилетие». Вскоре после переворота он установил стратегический альянс с социалистическими и революционно-синдикалистскими профсоюзными течениями, что обеспечило ему широкую поддержку среди рабочих. Перон последовательно занимал ключевые государственные посты — от руководителя Национального департамента труда и секретаря по труду и социальному обеспечению до министра войны и вице-президента страны.
На постах руководителя Национального департамента труда и секретаря по труду и социальному обеспечению Перон инициировал масштабные реформы, направленные на защиту прав рабочих и внедрение эффективного трудового законодательства. Среди его наиболее значимых инициатив — продвижение системы коллективных договоров, принятие Статута сельского рабочего, учреждение трудовых судов и расширение пенсионного обеспечения для работников торговли. Эти меры обеспечили ему широкую поддержку среди рабочего класса и профсоюзов, однако одновременно вызвали резкое неприятие со стороны предпринимательских кругов, землевладельческой олигархии, а также национальной аристократии. Кроме того, его политика встретила сопротивление со стороны некоторых иностранных правительств — в частности, со стороны США, где посол Спрюил Брейден открыто поддерживал оппозиционные движения, активизировавшиеся с 1945 года.
В октябре 1945 года в результате дворцового переворота Перон был вынужден подать в отставку, после чего по приказу военного руководства его арестовали и заключили на остров Мартин-Гарсия. Это вызвало беспрецедентную мобилизацию рабочего класса: 17 октября 1945 года десятки тысяч рабочих вышли на улицы Буэнос-Айреса с требованием его освобождения. Под давлением массовых протестов власти освободили Перона, что стало поворотным моментом в аргентинской политике. В том же году он женился на актрисе Марии Эве Дуарте, более известной как Эва Перон, которая впоследствии сыграла ключевую политическую и социальную роль в годы его президентства.
На президентских выборах 1946 года Перон выдвинул собственную кандидатуру и одержал победу. Затем объединил три партии, поддержавшие его, сначала создав Единую партию революции, а позднее — Перонистскую партию. После конституционной реформы 1949 года он был переизбран на первых в истории Аргентины всеобщих выборах 1951 года, в которых голосовали и женщины, и мужчины.
Его кабинет продолжал проводить политику «в интересах наиболее обездоленных слоёв населения» и придерживался националистического курса в экономике, делая ставку на ускоренную индустриализацию — прежде всего в текстильной, металлургической, оборонной, транспортной отраслях и сфере внешней торговли. На международной арене он отстаивал «третью позицию», стремясь держаться равноудалённо как от Советского Союза, так и от Соединённых Штатов в условиях холодной войны.
В последний год правления конфликт с католической церковью усилил раскол между перонистами и их противниками; правительство ужесточило давление на оппозицию и независимые СМИ. После череды актов насилия со стороны гражданских и военных антиперонистских групп, кульминацией которых стала бомбардировка площади Мая в июне 1955 года, Перон был свергнут в сентябре того же года.
После свержения диктатура запретила перонизм и аннулировала конституционную реформу. Перон отправился в изгнание, сменив ряд стран: Парагвай, Панаму, Никарагуа, Венесуэлу, Доминиканскую Республику и, в конечном итоге, Испанию. Овдовев в 1952 году, он во время эмиграции женился на Марии Эстеле Мартинес. В его отсутствие в Аргентине возникло перонистское сопротивление — широкое движение, включавшее профсоюзные, молодежные, студенческие, районные, религиозные, культурные и партизанские организации, объединённые общей целью: добиться возвращения Перона и проведения свободных, незапрещённых выборов.
Перон предпринял попытку вернуться в Аргентину в 1964 году, однако президент Артуро Ильиа воспрепятствовал этому, обратившись к военному режиму, правившему в то время в Бразилии, с просьбой задержать Перона и депортировать его обратно в Испанию. Лишь в 1972 году ему удалось вернуться на родину, а в 1973 году он окончательно обосновался в стране. Несмотря на то, что его деятельность формально не была запрещена, Перон был лишён возможности участвовать в выборах, так как не находился в Аргентине после 25 августа. Тем не менее, на выборах в марте 1973 года победу одержали перонисты, что ознаменовало начало периода, известного как третий перонизм.
Внутри перонистского движения начались острые политические и вооружённые столкновения между различными фракциями. После так называемой бойни в Эсейсе Перон выразил поддержку «ортодоксальным» (правым) секторам своей партии, некоторые из которых создали параполицейскую организацию «Тройная А» (Антикоммунистический альянс Аргентины), занимавшуюся преследованием и убийствами левых активистов — как перонистов, так и их оппонентов. Уже через полтора месяца после вступления в должность президент Эктор Кампора подал в отставку, после чего были объявлены новые выборы без ограничений для кандидатов.
На выборах в сентябре 1973 года Перон баллотировался на пост президента, а его жена Исабель Перон — на пост вице-президента; их тандем одержал уверенную победу, и в октябре они официально вступили в должности. Перон скончался в июле 1974 года, и его преемницей стала Исабель Перон, которая была свергнута до окончания президентского срока. Несмотря на смерть своего основателя, перонизм сохранился как влиятельная политическая сила и впоследствии одержал ещё ряд электоральных побед.

## Семейное происхождение
Хуан-Доминго Перон родился 8 октября 1895 года, в городе Лобос, провинции Буэнос-Айрес, как внебрачный ребенок: его родители не состояли в браке на момент его рождения, но впоследствии официально оформили свои отношения. Предки со стороны отца — итальянцы и шотландцы (по 25 %) и баски (50 %), со стороны матери — испанцы. В 16 лет поступил в военную школу; окончил Национальную Военную академию, позднее был преподавателем военной истории.
Из-за ограниченности архивных данных того времени и высокой степени смешения этнических групп в аргентинском обществе происхождение Перона, а также точные дата и место его рождения, остаются предметом исторических споров. В 2000 году Иполито Баррейро опубликовал исследование о ранних годах жизни Перона в книге «Хуансито Соса: индеец, изменивший историю». В 2010 и 2011 годах адвокат и историк Игнасио Клоппет представил анализ генеалогических документов, связанных с Пероном и Эвой Дуарте, проследив их родословные на несколько столетий назад.  Эти работы не противоречат друг другу: Баррейро акцентирует внимание на неофициальных фактах, а Клоппет — на данных официальных архивов.

### Отец, мать и братья
Запись переписи 1895 года, проведённой 10 мая 1895 года в районе 01 (городская зона) города Лобос, содержит на листе с записями под номерами 9–11 информацию о семье Хуана Доминго. Сам Хуан Доминго родился через пять месяцев после даты переписи, в том же 1895 году.
- Соса, Хуана — женщина, 20 лет, незамужняя, неграмотная (не умеет читать и писать).
- Перон, Марио — мужчина, 27 лет, неженатый, служащий, грамотный (умеет читать и писать).
- Перон, Марио А. — мужчина, 3 года.

Отец — Марио Томас Перон (1867–1928), аргентинец, уроженец города Лобос (провинция Буэнос-Айрес), фермер по профессии, позднее работавший судебным приставом.
Мать — Хуана Сальвадора Соса (1874–1953), аргентинка с корнями народа теуэльче, также родившаяся в Лобосе.
Их первый сын, Марио Авелино Перон (Лобос, 30 ноября 1891 — Саранди, 13 января 1955), родился, когда Хуане было всего 17 лет, и на тот момент она ещё не состояла в браке.
Вне официального брака у пары родились трое детей:
- Марио Авелино Перон;[15]
- Хуан Доминго Перон;
- Альберто Перон (род. 1899), умер в младенчестве.

Хуан Доминго был официально зарегистрирован под этим именем 8 октября 1895 года в реестре города Лобос его отцом. В записи о рождении указано, что он родился накануне и является «естественным сыном заявителя» — без упоминания имени матери.
В 1898 году он был крещён в католической церкви, где, напротив, имя отца не было указано, и ребёнок был записан как Хуан Доминго Соса — по фамилии матери. Мать и отец Хуана Доминго поженились в Буэнос-Айресе 25 сентября 1901 года.

#### Отцовская линия
Его дед и бабушка по отцовской линии были Томас Либерато Перон Хьюз (1839–1889) и Доминга Дутей Бергуиньян (1844–1930).  Томас, родившийся в Буэнос-Айресе, был врачом, депутатом провинциального парламента от митристов, профессором химии и судебной медицины, членом Совета общественной гигиены, а также советником Факультета физико-естественных наук Университета Буэнос-Айреса.
Доминга происходила из уругвайского города Пайсанду. Она была дочерью Винсенты Бергуиньян и Жана Дутея — сапожника французского происхождения.
Родителями Томаса Либерато были Томас Марио Перон (1803–1856), уроженец Сардинии генуэзского происхождения, прибывший в Аргентину в 1831 году, и Ана Хьюз Маккензи (1815–1877), британка, родившаяся в Лондоне.

#### Материнская линия
Бабушкой и дедушкой по материнской линии были Хуан Иренео Соса Мартинес, каменщик, родившийся в провинции Буэнос-Айрес, и Мария де лас Мерседес Толедо Гаона, уроженка города Асуль той же провинции.

## Ранние годы
Согласно свидетельству о рождении, Хуан Доминго Перон родился 7 октября 1895 года. В 2001 году законом № 25.518 его родным домом был официально признан жилой объект, расположенный в городе Лобос (провинция Буэнос-Айрес). Тем не менее, в аргентинской историографии традиционно распространена дата 8 октября 1895 года как день его рождения. Некоторые исследователи и биографы высказывали предположение, что на самом деле Перон родился двумя годами ранее — в 1893 году, в населенном пункте Роке Перес.
Обе деревни расположены неподалёку друг от друга, в северо-центральной части провинции Буэнос-Айрес, в центрально-восточном регионе Аргентины. До недавнего времени эти территории находились на границе между Объединёнными провинциями Рио-де-ла-Плата и землями коренных народов теуэльче, ранкель и мапуче. Поселение Лобос первоначально возникло как пограничный форт.
Принадлежность Хуана Доминго Перона к народу теуэльче по материнской линии является спорным вопросом, вызывающим разногласия среди исследователей.

Помимо разногласий среди исследователей, сам Хуан Доминго Перон неоднократно высказывался о своём возможном коренном происхождении, как в частных беседах, так и публично. В интервью журналу «7 Días» в 1967 году он заявил: 
«Моя бабушка рассказывала мне, что, когда Лобос был всего лишь фортом, они уже жили там... Моя прабабушка была тем, кого можно описать как мужественную женщину, знавшую все тайны деревенской жизни... Когда старушка рассказывала, что была в плену у индейцев, я спрашивал: “Значит, бабушка... у меня есть индейская кровь?” Мне нравилась эта мысль, знаете? И я думаю, что на самом деле у меня есть немного индейской крови. Посмотрите на меня: выступающие скулы, густые волосы... В общем, у меня индейский тип. И я горжусь своим индейским происхождением, потому что я верю, что лучшее в мире — у простых людей»
.
В 2000 году историк Иполито Баррейро опубликовал исследования, согласно которым запись о рождении Хуана Доминго Перона в гражданском реестре могла быть сделана с задержкой — спустя два года после фактического рождения. Также предполагалось, что его рождение могло произойти в районе Роке-Перес, недалеко от Лобоса и Саладильо. С аналогичными выводами выступили историки Оскар Домингес Солер, Альберто Гомес Фариас и Лилиана Сильва из Национального университета Ла-Матанса, опубликовав в 2007 году совместную работу «Perón: ¿Cuándo y dónde nació?» («Перон: когда и где он родился?»).
В противовес этим данным, адвокат Игнасио Клоппет, основываясь на изучении юридических и регистрационных документов в 2010–2011 годах, утверждал, что Перон родился 8 октября 1895 года в городе Лобос, что подтверждается официальными реестрами. Тем не менее, эти версии не являются строго взаимоисключающими: первые исследователи акцентируют внимание на неофициальных и семейных источниках, тогда как вторая позиция опирается исключительно на официальные документы.

Хуан Доминго Перон провёл первые пять лет своей жизни в сельской местности между Лобосом и Роке-Пересом. «Я из тех, кто научился ездить верхом раньше, чем ходить», — вспоминал он в беседе со своим другом и биографом Энрике Павоном Перейрой. Рассказывая о своей матери, Хуане Соса Тольедо, Перон отмечал: 
«Моя мать, родившаяся и выросшая в деревне, ездила верхом не хуже любого из нас и участвовала в охотах и сельских работах с уверенностью человека, который полностью владеет делом. Она была настоящей креолкой, со всеми присущими ей чертами. Мы видели в ней главу дома, но также врача, советчика и друга для всех, кто в чем-то нуждался. Этот своего рода матриархат, осуществляемый без формальностей, но весьма эффективно, вызывал уважение, но также и любовь».
.
В 1900 году, когда Хуану Доминго было пять лет, его семья отправилась на пароходе «Санта-Крус» к морскому побережью аргентинской Патагонии. Они направились в поместья, расположенные в окрестностях Рио-Гальегоса — Чаок-Айке, Камеса-Айке и Кой-Айке. Переезд пришёлся на начальный этап формирования этих поселений, находившихся на месте древних стоянок народа теуэльче.
В 1902 году семья Перон-Соса переехала дальше на север, сначала в посёлок Кабо-Расо в провинции Чубут, где их дальние родственники по фамилии Маупас владели участком в местности Ла-Масиега. В феврале 1904 года семья обосновалась в Камаронесе, в связи с назначением Марио Томаса временно исполняющим обязанности мирового судьи (официальное вступление в должность состоялось 19 декабря 1906 года). Вскоре после этого они вновь сменили место жительства, перебравшись в собственное поместье Ла-Портенья, расположенное в районе Сьерра-Куадрада, примерно в 175 км от города Комодоро-Ривадавия. Позднее семья основала ещё одно поместье — Эль-Мальин.
В 1904 году родители Хуана и Марио Перонов приняли решение отправить сыновей в Буэнос-Айрес для получения формального образования. Мальчиков оставили на попечении бабушки по отцовской линии, Доминги Дутей, а также двух сводных сестёр их отца — Висенты и Бальдомеры Мартирены, работавших учительницами. Для Хуана и Марио это было первое знакомство с большим городом; с родителями они виделись лишь во время летних каникул. Дом бабушки располагался в самом центре столицы, по адресу улица Сан-Мартин, 580. Сначала Хуан посещал школу поблизости, где преподавали его тёти, а затем учился в нескольких других учебных заведениях, завершив начальное образование. Среднее образование он продолжил в Политехнической школе при Коллехио Интернасьональ де Оливос под руководством профессора Франсиско Челии.
В кругу семьи и близких Хуана Доминго Перона называли «По́чо» — прозвище, которое впоследствии стало широко известно и использовалось в различных контекстах для его обозначения.

### Браки
Хуан Доминго Перон был женат трижды. Первый брак он заключил 5 января 1929 года с Аурелией Габриэлой Тисон (18 марта 1902 — 10 сентября 1938), дочерью Сиприано Тисона и Томасы Эростарбе. Аурелия скончалась от рака матки; её останки покоятся на кладбище в Оливосе (провинция Буэнос-Айрес), в семейном склепе Тисон.
Второй раз Перон женился 22 октября 1945 года, в городе Хунин, на актрисе Эве Дуарте (1919—1952). По воспоминаниям современников, идея вступить в брак возникла у Перона во время его кратковременного заключения. После освобождения, на одной из неформальных встреч, Эва Дуарте познакомила его с монахом Педро Эррекартом, который произвёл на Перона впечатление своим необычным умением ладить с недоверчивой собакой Перона и прямолинейным советом: «Если вы не женитесь по церковному обряду, вы не сможете стать президентом».
Эта фраза, как отмечают очевидцы, послужила дополнительным стимулом к заключению церковного брака. Эррекарт, уже пользующийся доверием Евы, вскоре сблизился и с Пероном. Была запланирована скромная церемония в конце ноября с участием не более двенадцати гостей, однако, после утечки информации, по прибытии в Ла-Плату пару встретила толпа, и церемонию пришлось отложить на две недели.
Наконец, 10 декабря 1945 года они смогли провести бракосочетание в рамках частной церемонии, которая была зарегистрирована на странице 2397 книги бракосочетаний прихода Сан-Франциско. Хуану Доминго Перону было 50 лет, а Эве Дуарте — 26. После церемонии гости разделили с ними трапезу в особняке, расположенном в нескольких кварталах от храма.
Старейшие жители района вспоминают, что генерал был настолько благодарен, что даже предложил построить новую церковь на территории парка Сааведра, но, столкнувшись с решительным отказом священника, выделил средства на ремонт прихода, который был завершён в 1946 году.
Известная как Эвита, Эва Перон сотрудничала с мужем, проводя политику социальной помощи и поддержки политических прав женщин, которым впервые было предоставлено право голоса. 26 июля 1952 года, когда Перон во второй раз занимал пост президента, Эвита умерла после долгой борьбы с раком матки.
15 ноября 1961 года Перон женился в Испании на Марии Эстеле Мартинес Картас, известной как Изабелита , которая позже сопровождала его в качестве вице-президента на президентских выборах в сентябре 1973 года и заняла его пост после его смерти, оставаясь на нём до 24 марта 1976 года, когда она была свергнута в результате военного переворота.
У Хуана Перона не было детей, поэтому его ближайшими потомками были девять племянников, дети его брата Марио Авелино и Эуфемии Хауреги: Дора Алисия, Эуфемия Мерседес, Мария Хуана (родилась в 1921 году), Марио Альберто, Олинда Аргентина, Лия Висента, Амалия Хосефа, Антонио Авелино и Томас.

### Военная карьера
1 марта 1911 года Перон поступил в Национальный военный колледж благодаря стипендии, предоставленной при содействии Антонио М. Сильвы — близкого друга его деда по отцовской линии, который оказывал ему поддержку вплоть до своей смерти во время тяжёлой болезни. Обучение он завершил 13 декабря 1913 года, получив звание младшего лейтенанта пехоты. Он вошёл в состав 38-го выпуска колледжа, заняв 43-е место по успеваемости среди 64 выпускников этого офицерского учебного заведения.
Среди его однокурсников был младший лейтенант Хуан Филомено Веласко, в дальнейшем занимавший пост губернатора провинции Корриентес и представлявший Хустисиалистскую партию в Сенате Аргентины.
В 1914 году он был направлен для прохождения службы в 12-й пехотный полк, дислоцированный в городе Парана, провинция Энтре-Риос, где оставался до 1919 года.[34] В 1915 году ему было присвоено звание лейтенанта.
В 1916 году Перон впервые публично выразил свою политическую позицию. В этом же году в Аргентине впервые состоялись выборы с всеобщим и тайным голосованием (ограниченным, однако, только мужчинами), на которых победу одержал Иполито Иригойен, кандидат от Гражданского радикального союза. Это правительство считается первым демократически избранным в истории страны. Перон впервые принял участие в голосовании, отдав предпочтение Иригойену и поддержав Гражданский радикальный союз, тем самым открыто выступив против консервативных и олигархических кругов, объединённых в Национальную автономистскую партию рокистской ориентации, которая беспрерывно находилась у власти на протяжении предыдущих 36 лет. В период правления радикалов (1916–1930) Перон постепенно занял позицию, близкую к законопослушным националистическим офицерам, таким как Энрике Москони и Мануэль Савио, одновременно критикуя радикальное руководство — главным образом за массовые репрессии против рабочих во время так называемой Трагической недели в 1919 году, а также за, по его мнению, «бездеятельность» в решении острых социальных проблем страны.
Уже в звании лейтенанта Перон служил в 12-м пехотном полку, расквартированном в городе Парана, под командованием генерала Оливейра Сесара. В 1917 и 1919 годах этот полк по распоряжению правительства Иригойена был направлен для военного вмешательства в рабочие забастовки, проходившие на лесозаготовках британской компании «La Forestal» на севере провинции Санта-Фе. Перон, как и ряд других офицеров того времени, придерживался позиции, согласно которой армия не должна была ни при каких обстоятельствах применять силу против бастующих рабочих.
Перон придавал большое значение спорту: занимался боксом, лёгкой атлетикой и фехтованием. В 1918 году он стал чемпионом вооружённых сил и национальным чемпионом по фехтованию. Он также подготовил ряд учебных материалов по спортивной подготовке для военных. 31 декабря 1919 года получил звание старшего лейтенанта, а в 1924 году — капитана. В 1926 году поступил в Высшую военную школу.
В эти годы Перон подготовил ряд работ, которые были изданы как учебные материалы для военных академий, среди них — Военная гигиена (1924), Военная мораль (1925), Кампания в Верхнем Перу (1925), Восточный фронт в мировой войне 1914 года. Стратегические исследования (1928), а также другие труды. 12 января 1929 года он получил диплом офицера Генерального штаба, а 26 февраля был назначен в Генеральный штаб армии помощником полковника Франсиско Фасолы Кастаньо, заместителя начальника штаба.
Его служба в Школе унтер-офицеров обеспечила Перону непосредственный контакт с курсантами и кандидатами из простых слоёв общества. В этот период он прививал кадетам строгую военную дисциплину, а также обучал их нормам поведения, морали и этики. Перон также продолжал выделяться как спортсмен: в 1918–1928 годах он неоднократно становился чемпионом армии и национальным чемпионом по фехтованию на шпагах, получив широкое признание как со стороны начальства, так и среди подчинённых за свою деятельность в сфере физической подготовки.
В 1920 году он был переведён в Школу унтер-офицеров «Сержант Кабраль» в Кампо-де-Майо, где проявил себя как способный и дисциплинированный инструктор. Среди сослуживцев выделялся внимательным отношением к подчинённым, что способствовало формированию его репутации харизматичного и уважаемого военного. В этот период он опубликовал первые труды: графические материалы к переводу с немецкого языка учебника по строевой подготовке, а также несколько глав из руководства, предназначенного для подготовки кандидатов в унтер-офицеры.
В начале 1930 года он был назначен временным преподавателем военной истории в Высшей военной школе, а к концу того же года, выиграв конкурс, получил эту должность на постоянной основе. В сентябре того же года в Аргентине произошёл государственный переворот: 6 сентября генерал Хосе Феликс Урибуру сверг законно избранного президента Иполито Иригойена. Переворот заручился поддержкой широкого круга политических и общественных сил, включая антиперсоналистское крыло Радикальной гражданской унии, независимых социалистов, консерваторов, предпринимательские круги, студенческие организации, судебную власть, а также правительства Соединённых Штатов и Великобритании.
Перон не занимал никаких должностей в диктаторском правительстве Урибуру, однако в ограниченной мере участвовал в подготовке переворота как член автономной группы, придерживавшейся позиции «националистического легализма». Группу возглавляли подполковники Бартоломе Дескальсо и Хосе Мария Саробе, которые критиковали «олигархически-консервативный» круг, окружавший Урибуру. Участники этой группы стремились обеспечить широкую народную поддержку движения и предотвратить установление военной диктатуры, что, впрочем, в итоге и произошло. Перон входил в состав колонны, которая мирным путём освободила здание Каса Росада, где в тот момент происходили беспорядки и разграбления, устроенные гражданскими лицами.
После переворота военная группа подполковников Дескальсо и Саробе, в которой участвовал Перон, была распущена военной диктатурой: её участников направили за границу или перевели на отдалённые посты внутри страны. Сам Перон был назначен в Комиссию по делимитации границ и направлен на северную границу. В 1937 году он получил назначение в качестве военного наблюдателя в Италии. Его пребывание там продолжалось с февраля 1939 года до конца 1940 года. Перон входил в состав горнострелкового полка, базировавшегося в Кьети (регион Абруццо), под командованием Альпийской дивизии «Трентина», а также служил в составе горной пехотной дивизии, размещённой в Пинероло (регион Пьемонт). Он продолжил подготовку в известной по всей Европе Школе альпинизма и лыжного дела в Аосте.
Диктатура Урибуру (1930–1932) организовала выборы, на которых был запрещён к участию Иполито Иригойен, а также существенно ограничены возможности для деятельности радикалов-иригойенистов. Это открыло путь к победе коалиции антииригойенистских радикалов, консерваторов и социалистов, получившей название «Конкордансия», которая оставалась у власти на протяжении ряда сфальсифицированных выборов вплоть до 1943 года. Этот период в аргентинской истории известен под названием «Бесславное десятилетие» (исп. Década Infame).
31 декабря 1931 года Перон получил чин майора. В 1932 году он был назначен адъютантом министра войны и опубликовал книгу Заметки по военной истории (Apuntes de historia militar), которая в следующем году была удостоена медали и почётного диплома в Бразилии. Позднее он выпустил новые работы: Заметки по военной истории. Русско-японская война 1904–1905 гг. (Apuntes de historia militar. Guerra ruso-japonesa de 1904–1905, 1933) и Арауканская топонимия (Toponimia araucana, 1935).
26 января 1936 года Перон был назначен военным атташе при посольстве Аргентины в Чили; спустя несколько месяцев к его обязанностям добавился пост авиационного атташе. В начале 1938 года вернулся в Аргентину и был направлен в Генеральный штаб армии.
После смерти жены в сентябре 1938 года Перон стремился отвлечься, помогая своему другу, священнику Антонио Д’Алессио, в организации спортивных соревнований для детей из соседства. Вскоре после этого он отправился в путешествие по Патагонии, проехав тысячи километров на автомобиле и вернувшись в начале 1939 года. Результатом этой поездки и продолжительных бесед с вождями мапуче Мануэлем Льяукином и Педро Куррууинка стала его работа "Топонимия Патагонии с арауканской этимологией".
В начале 1939 года он был направлен в Италию для прохождения курсов повышения квалификации по различным дисциплинам, таким как экономика, альпинизм, лыжный спорт и подготовка к действиям в условиях высокогорья. В рамках этой поездки он также посетил Германию, Францию, Испанию, Венгрию, Югославию, Албанию и Советский Союз. Через два года, 8 января 1941 года, он вернулся в Аргентину. По возвращении прочёл цикл лекций о военно-политической ситуации в Европе — в контексте Второй мировой войны (1939–1945) — после чего был повышен в звании до полковника в конце того же года.
8 января 1941 года он был направлен на службу в горную часть, дислоцированную в провинции Мендоса, с целью отдалить его от очагов заговора в Буэнос-Айресе, которые активизировались с началом войны и ещё более усилили свою деятельность после того, как стало известно о тяжёлой болезни президента Роберто М. Ортиса. В Мендосе он опубликовал статью и инструкции, посвящённые действиям горных подразделений. 18 мая 1942 года было принято решение о переводе Перона и Доминго Мерканте в столицу.
В 1942 и 1943 годах умерли два ключевых лидера аргентинской политической сцены периода так называемой позорного десятилетия — бывшие президенты Марсело Т. де Альвеар (лидер главной оппозиционной партии, Гражданского радикального союза) и Агустин П. Хусто (представитель Вооружённых сил и политических сил, составлявших проправительственный блок Конкордансия). Внезапное исчезновение таких фигур, как в политической, так и в военной сферах, оказало существенное влияние на последующие события 1943 года, в ходе которых Хуан Доминго Перон начал играть всё более заметную роль.
Перон был назначен на второстепенную должность после переворота 1943 года, однако в ходе последующих событий его влияние постепенно возрастало, и он был назначен вице-президентом Аргентины. В октябре 1945 года военные организовали государственный переворот, в результате которого Перон был арестован, а затем отстранён от службы. Однако многотысячная демонстрация, прошедшая в его поддержку, добилась его освобождения. В своей речи 17 октября 1945 года Перон заявил, что намерен выйти в отставку, что немедленно и осуществил; прошение было удовлетворено.
31 мая 1946 года президент Эдельмиро Х. Фаррель подписал указ о его восстановлении на военной службе и присвоении звания бригадного генерала. В соответствии с декретом № 15.656, Фаррель восстановил Перона в должности полковника с сохранением выслуги до 31 декабря 1945 года и произвёл в бригадные генералы с датой старшинства с 1 января 1946 года.
1 мая 1950 года Национальный конгресс принял закон № 13.896, согласно которому Перону было присвоено звание дивизионного генерала — несмотря на его заявления о несогласии с этим решением, — с датой вступления в силу с 31 декабря 1949 года; закон был фактически введён в действие.
6 октября 1950 года ему было присвоено звание генерала армии (впоследствии переименованное в звание лейтенант-генерала). 10 ноября 1955 года в «Boletín Oficial de la República Argentina» был опубликован закон-декрет № 2034/55 (датированный 31 октября), которым официально утверждалось решение Военно-героического трибунала о лишении Перона воинского звания, наград и права ношения военной формы, в связи с признанием его виновным в «тяжком нарушении воинской чести».
Это положение сохранялось вплоть до публикации закона № 20530, принятого Конгрессом 29 августа 1973 года и обнародованного 10 сентября того же года. Законом признавалась полная недействительность всех законов, декретов, указов, нормативных актов и административных распоряжений, принятых после 21 сентября 1955 года (то есть после военного переворота), которые лишили бывшего президента его имущества, гражданского статуса, военного звания, права ношения формы, отличий и наград.
После восстановления в звании Хуан Доминго Перон был повторно зачислен в ряды армии как действующий офицер — в этом статусе он числился вплоть до своей смерти. В книге Promociones egresados del Colegio Militar de la Nación (1873–2000) он упомянут как умерший при исполнении службы.

#### Награды и отличительные знаки
В течение своей военной карьеры Хуан Доминго Перон был удостоен множества наград и знаков отличия, среди которых:
- Знак «Офицер Генерального штаба» (Oficial de Estado Mayor), Высшая военная школа (Escuela Superior de Guerra);
- Знак «Горные войска» (Distintivo Tropa de Montaña, также известный как Кондор Анд — Cóndor de los Andes);
- Эмблема «Военный лётчик» (Emblema Piloto Militar).

### Политическая карьера

#### Государственный переворот 1943 года
4 июня 1943 года произошёл государственный переворот, в результате которого был свергнут консервативный президент Рамон Кастильо. Правительство Кастильо стало последним из ряда режимов, известных в аргентинской истории как «позорное десятилетие», установленных диктатурой генерала Хосе Феликса Урибуру (1930–1931) и поддерживавшихся с помощью фальсификации выборов. В 1943 году к власти пришёл генерал Артуро Росон, но через три дня он сам был смещён генералом Педро Пабло Рамиресом.
Несколько историков связывают Перона с GOU — аббревиатурой военной ложи, которая могла означать «Grupo Obra de Unificación» («Группа по делу объединения») или «Grupo de Oficiales Unidos» («Группа объединённых офицеров»), а также с ATE («Asociación de Tenientes del Ejército» — «Ассоциация лейтенантов армии»), в состав которых входили офицеры армии среднего и младшего звена. Однако ряд известных историков, таких как Рохелио Гарсия Лупо и Роберт Поташ, утверждали, что GOU обладала незначительным влиянием.
Историк Роберто Ферреро считает, что дуэт Фаррель–Перон пытался сформировать «националистско-популярный» полюс, который мог бы привести режим к демократическому исходу, противостоя «элитарному национализму» недемократического толка, поддерживавшему Рамиреса как президента.
На фоне чувств, вызванных войной в Европе, у Перона завязалась переписка с Оливерио Хирондо, который занимал идеологическую позицию, выступая против нацизма и британского империализма; его писательская деятельность повлияла на представления Перона о международных отношениях.
Полковник Перон занимал должность начальника штаба Инспекции горных войск (не командуя никакими подразделениями), находясь в подчинении у бригадного генерала Эдельмиро Х. Фарреля. Изначально он не занимал никакой официальной должности в правительстве Революции, но был приглашён Фаррелем в качестве его личного секретаря, после того как тот был назначен министром войны. 27 октября 1943 года Перон занял пост руководителя Национального департамента труда — на тот момент небольшого государственного органа, не обладавшего значительным политическим влиянием.

#### Начало деятельности Перона в новом правительстве: альянс с профсоюзами
Перон исполнял обязанности личного секретаря генерала Эдельмиро Фарреля, который с 4 июня 1943 года возглавлял Министерство войны.
7 июня лидеры ГКТ № 2 («Confederación General del Trabajo», Всеобщая конфедерация труда), представлявшие социалистическое крыло под руководством Франсиско Переса Лейроса и Анхеля Борленьи, а также коммунистов, встретились с министром внутренних дел военной диктатуры, предложив профсоюзную поддержку в форме демонстрации у Каса Росада. Правительство отклонило это предложение, а вскоре после этого распустило ГКТ № 2 и заключило в тюрьму нескольких её руководителей.
В августе 1943 года рабочее движение предприняло новую попытку сближения с Фаррелем — на этот раз по инициативе мощного профсоюза Железнодорожный союз (Unión Ferroviaria), входившего в ГКТ № 1. Поводом стало то, что один из его руководителей оказался братом подполковника Доминго Мерканте. Переговоры оказались успешными, и постепенно к ним присоединились и другие профсоюзные лидеры, а по просьбе Мерканте — и полковник Хуан Доминго Перон.
До этого момента профсоюзы играли второстепенную роль в политической жизни страны и находились под влиянием четырёх основных течений: социализма, революционного синдикализма, коммунизма и анархизма. Два главных профсоюза того времени — это Железнодорожный союз под руководством Хосе Доменека и Конфедерация работников торговли во главе с Анхелем Борленьи.
На первых встречах, проходивших в атмосфере недоверия, профсоюзные лидеры предложили Мерканте и Перону заключить союз и создать опору в небольшом Национальном департаменте труда. С этой платформы они намеревались продвигать принятие — а главное, реальное применение — трудового законодательства, которого давно добивалось рабочее движение, а также способствовать укреплению профсоюзов и самого Департамента труда. Власть и растущее влияние Перона проистекали из его союза с частью аргентинского профсоюзного движения, прежде всего с социалистическим и революционно-синдикалистским крылом. Среди первых мер, инициированных Пероном, было требование заморозки и снижения платы за городскую аренду в конце августа 1943 года; в сентябре аналогичное решение было принято в отношении сельских аренд.
На основе этого союза и при поддержке Мерканте Перон добился назначения во главе Национального департамента труда, который в то время имел мало влияния; это произошло 27 октября 1943 года. Перон назначил профсоюзных лидеров на ключевые посты в департаменте, и оттуда они начали реализовывать профсоюзную программу, изначально проводя политику давления на предприятия с целью разрешения трудовых конфликтов посредством заключения коллективных договоров.
Бурная деятельность Департамента труда привела к росту поддержки со стороны профсоюзных лидеров всех направлений — социалистов, революционных синдикалистов, коммунистов и анархистов. К этой работе присоединились и другие социалисты, такие как Хосе Доменек (железнодорожники), Давид Дискин (торговые работники), Альсидес Монтьель (пивовары) и Лусио Бонилья (текстильщики); революционные синдикалисты из Аргентинского синдикального союза, такие как Луис Гай (работники телефонной связи) и Модесто Оросо (также телефонисты); а также некоторые коммунисты, например Рене Стордёр (типографы) и Аурелио Эрнандес (работники здравоохранения), и даже троцкисты, такие как Анхель Перельман (металлурги).

#### Секретарь по труду и социальной защите
27 ноября 1943 года указом, подготовленным Хосе Фигеролой и Хуаном Атилио Брамульей, был учрежден Национальный Секретариат по труду и социальной защите (Secretaría de Trabajo y Previsión de la Nación), во главе которого в качестве секретаря был назначен Хуан Доминго Перон.
Новая структура включала в свою организационную схему функции Департамента труда, а также других учреждений, таких как Национальная касса пенсионного обеспечения, Национальное управление общественного здравоохранения и социальной помощи, Национальный комитет по борьбе с безработицей, Комиссия по аренде жилья и другие. Секретариат подчинялся непосредственно президенту, благодаря чему обладал всеми полномочиями министерства. Его задачей было централизовать всю социальную политику государства и контролировать соблюдение трудового законодательства; для этого по всей стране были созданы региональные представительства.
Кроме того, в ведение Секретариата были переданы службы и полномочия в сфере примирения и арбитража, функции трудовой инспекции, санитарно-гигиенический надзор на производстве, контроль за деятельностью взаимных обществ (ассоциаций взаимной поддержки), а также надзор в сфере морского, речного и портового труда.
В знак возросшего административного статуса нового Секретариата Перон распорядился перенести его офисы из здания бывшего Департамента труда — расположенного на углу улиц Перу и Виктория (ныне Иполито Иригойен) — в здание Городского совета (Concejo Deliberante) города Буэнос-Айрес.
В конце 1943 года социалист и профсоюзный деятель Хосе Доменек, генеральный секретарь влиятельного Союза железнодорожников (Unión Ferroviaria), предложил Перону лично участвовать в рабочих собраниях. Первое профсоюзное собрание, в котором он принял участие, состоялось 9 декабря 1943 года в городе Росарио, где Доменек представил его как «первого рабочего Аргентины». Это представление имело исторические последствия: спустя два года данный титул стал одним из аргументов в пользу принятия Перона в новый Трудовую партию (Partido Laborista), а также вошёл в один из ключевых стихов знаменитого «Перонистского марша».

#### Секретарь по труду, министр войны и вице-президент
24 февраля 1944 года Хуан Перон был назначен на стратегически важный пост министра войны. На следующий день Эдельмиро Фаррель временно занял пост президента страны, а 9 марта того же года был официально назначен президентом своими коллегами по военному правительству.
В должности министра войны Перон добился увеличения оборонного бюджета для закупки оборудования и модернизации армейских и морских объектов, а также провёл реорганизацию структуры вооружённых сил. Он обратился к президенту с просьбой ограничить использование военных при введении федерального вмешательства в провинциях и запретить военным участие в политике. В этот период правительство приступило к модернизации вооружений и осуществлению активной индустриальной политики — в ответ на обеспокоенность военных необходимостью избавиться от зависимости в военных поставках от иностранных государств.
На посту Секретаря по труду Перон провёл масштабную реформу, добившись утверждения трудового законодательства, которое давно требовало аргентинское рабочее движение. Среди ключевых достижений — распространение компенсации при увольнении, которая с 1934 года существовала лишь для служащих в торговле; введение пенсий для работников торговли; утверждение Статута сельскохозяйственного рабочего; создание трудовых судов; установление рождественской премии (агуинальдо); обеспечение действенной работы трудовой инспекции, которая ранее существовала лишь номинально, а также введение коллективных переговоров — впервые как основной формы регулирования отношений между трудом и капиталом. Также был отменён декрет-закон о профсоюзах, принятый при президенте Рамиресе.
Параллельно с этой деятельностью Перон, Мерканте и узкий круг профсоюзных деятелей (в том числе социалисты Борленьи и Брамулья), стоявших у истоков новой альянса, начали формировать новое профсоюзное течение, которое со временем приобрело ярко выраженный трудовой и националистический характер.
В 1944 году Фаррель активно поддержал предложенные Секретариатом по труду реформы. В том же году правительство впервые в истории страны пригласило профсоюзы и работодателей к участию в переговорах по заключению коллективных договоров. В результате за 1944 год было подписано 123 соглашения, охвативших более 1,4 миллиона рабочих и служащих, а в следующем, 1945 году, было заключено ещё 347 соглашений, распространившихся на 2,2 миллиона работников.
Секретариат по труду и социальной защите начал претворять в жизнь историческую программу аргентинского профсоюзного движения: был принят Декрет № 33.302/43, распространивший право на компенсацию при увольнении, ранее доступное только работникам торговли, на всех трудящихся; был принят Статут журналиста; учреждена многопрофильная больница для железнодорожников; запрещены частные кадровые агентства и созданы технические школы, ориентированные на подготовку рабочих.
8 июля 1944 года Перон был назначен вице-президентом Аргентины, сохранив за собой посты министра войны и секретаря по труду.
18 ноября 1944 года было объявлено о введении Статута сельскохозяйственного рабочего (указ-закон № 28.194), принятого месяцем ранее. Этот акт модернизировал полусредневековое положение, в котором всё ещё находились сельские рабочие, и вызвал тревогу у крупных землевладельцев (латифундистов), контролировавших экспортную экономику Аргентины. 30 ноября были учреждены трудовые суды, против которых активно выступали предприниматели и консервативные круги.
Эта норма впервые установила на всей территории страны гуманитарные условия труда для несезонных сельскохозяйственных рабочих, включая: минимальную заработную плату, воскресный отдых, оплачиваемый отпуск, гарантию занятости, санитарные условия и достойное жильё. Указ был ратифицирован законом 12.921 и регламентирован декретом 34.147 от 1949 года. Таким образом усилилась переговорная позиция сельских профсоюзов, был введён Статут дояра-соарендатора, подтверждена политика обязательного снижения арендной платы и приостановки выселений, а Национальный аграрный совет был переведён в ведение Секретариата по труду и социальной защите, который провёл ряд экспроприаций. Перон заявлял: «Земля не должна быть источником ренты, а должна быть средством труда».
4 декабря была утверждена пенсионная система для работников торговли, после чего состоялась первая массовая профсоюзная манифестация в поддержку Перона, на которой он выступил с публичной речью. Мероприятие было организовано социалистом Анхелем Борленьи, генеральным секретарём профсоюза, и собрало около 200 000 человек.
В том же году была создана Национальная дирекция здравоохранения, подчинённая Министерству внутренних дел. Она получила в своё распоряжение Федеральный фонд помощи, предназначенный для компенсации региональных диспропорций в здравоохранении, и через региональные делегации оказывала влияние на санитарную политику в провинциях и национальных территориях. В соответствии с резолюцией № 30.655/44, была внедрена бесплатная медицинская помощь на предприятиях под ответственностью работодателя. Одновременно поощрялись инициативы профсоюзов по развитию системы социального страхования в дополнение к государственной, и создавались больничные службы под управлением профсоюзов сахарной, железнодорожной, стекольной и других отраслей.
Параллельно этому происходил рост уровня профсоюзной организации рабочих: если в 1941 году насчитывалось 356 профсоюзов с 441 412 членами, то к 1945 году их число выросло до 969 организаций с 528 523 членами, в основном за счёт «новых» рабочих — этнически отличных от иммигрантов предыдущих десятилетий. Эти люди прибывали в города, особенно в агломерацию Большого Буэнос-Айреса, в рамках масштабной внутренней миграции и миграции из соседних стран. Представители средних и высших классов, а также часть «старых» промышленных рабочих — потомков европейских иммигрантов — начали пренебрежительно называть их «мурочос», «грязные», «негры», «черномазые» (morochos, grasas, negros, negras, cabecitas negras).
Секретариат по труду, опираясь на всё более значительную часть профсоюзного движения, радикально изменял культуру трудовых отношений, которая до того строилась в значительной мере на патернализме, характерном для крупных поместий (эстансий). Один из представителей работодателей, выступавший против «перонистских» трудовых реформ, в то время отмечал с тревогой, что самое опасное в этих переменах — это то, что рабочие «начали смотреть в глаза» своим нанимателям.
В условиях глубокой культурной трансформации, связанной с новым положением рабочих в обществе, рабочий класс продолжал расти — главным образом благодаря ускоренной индустриализации страны. Эта масштабная социально-экономическая трансформация стала основой для формирования трудового национализма, который сложился во второй половине 1944 — первой половине 1945 года и получил название перонизм.
Он сыграл центральную роль в принятии указа-закона № 1740/45, устанавливавшего режим отпусков для промышленных рабочих, а также в создании Национальной трудовой юстиции (Justicia Nacional del Trabajo). Указом № 33.302 от 20 декабря 1945 года был учреждён Национальный институт заработной платы (Instituto Nacional de Remuneraciones), одобрено повышение заработной платы и впервые официально введена ежегодная дополнительная выплата — агуинальдо (т. е. тринадцатая зарплата).
Перон представлял собой наиболее открытую к социальным вопросам линию в правительстве. Через Секретариат по труду и социальной защите, созданный по его инициативе, были проведены фундаментальные преобразования, направленные на установление более прочной связи с рабочим движением. Среди них — утверждение Статута сельскохозяйственного рабочего, который закрепил минимальный уровень оплаты труда и предусматривал улучшение условий питания, жилья и труда сельских работников, введение системы социального страхования и пенсионного обеспечения, от которых выиграли около 2 миллионов человек.
Также были созданы трудовые суды, чьи решения в большинстве случаев удовлетворяли требования рабочих (включая повышение зарплат и введение агуинальдо для всех категорий трудящихся). Были признаны профессиональные ассоциации, что существенно укрепило правовое положение профсоюзов. Работники получили новые права, включая компенсации, оплачиваемые отпуска, больничные, защиту от производственных травм, возможность профессионального обучения и прочее.
К примеру, в период между 1936 и 1940 годами профсоюзы подписали всего 46 коллективных трудовых соглашений, в то время как только в 1944–1945 годах было заключено более 700 таких договоров. 2 октября 1945 года был принят Закон о профессиональных ассоциациях, по которому профсоюзы признавались организациями общественной пользы. Рабочие таким образом получили официальное признание своих прав, правовую защиту и поддержку со стороны государства.

### 1945 год
1945 год стал одним из наиболее значимых в истории Аргентины. Он начался с очевидного стремления президента Эдельмиро Фарреля и вице-президента Хуана Доминго Перона подготовить почву для объявления войны Германии и Японии. Следует особо отметить роль Перона в этом решении. Ещё 26 января 1944 года аргентинское правительство разорвало дипломатические отношения с Германией и Японией — Италия к тому моменту уже находилась под контролем союзников. Формально состояние войны с Японией было объявлено первым: «Объявляется состояние войны между Аргентинской Республикой и Японской империей», — а только в статье 3 данного документа указывалось объявление войны Германии.
20 марта поверенный в делах Великобритании Альфред Ноубл встретился с Пероном, чтобы подчеркнуть необходимость этого шага. Однако внутри армии существовала оппозиция, а общественное мнение было разделено по вопросу объявления войны. Несмотря на это, были предприняты меры по улучшению международного имиджа Аргентины: полный разрыв торговых отношений со странами Оси, закрытие пронемецких изданий, интервенция в деятельность немецких компаний, арест значительного числа нацистских агентов или подозреваемых в шпионаже.
Уже в октябре предыдущего года Аргентина обратилась с просьбой о созыве совещания в рамках Панамериканского союза с целью выработки единой линии действий. Вскоре после этого альянс Перона с профсоюзами начал вытеснять правонационалистический сектор, присутствовавший в правительстве с момента переворота 1943 года: министр иностранных дел Орландо Л. Пелуффо, интервенор провинции Корриентес Давид Урибуру, а особенно генерал Хуан Сангинетти, смещённый с ключевого поста интервенора провинции Буэнос-Айрес. После короткого переходного периода этот пост занял Хуан Атилио Брамулья — социалист и юрист железнодорожного профсоюза Unión Ferroviaria, представитель профсоюзного сектора, который инициировал сближение рабочего движения с Пероном.
В феврале Перон совершил тайную поездку в Соединённые Штаты с целью договориться об объявлении войны, прекращении блокады, признании аргентинского правительства и присоединении Аргентины к Межамериканской конференции в Чапультепеке, которая была запланирована на 21 февраля того же года. Вскоре после этого подал в отставку министр образования — правый националист Ромуло Эчеверри Бонео, а на его место был назначен Антонио Х. Бенитес, представитель группы Фарреля-Перона.
27 марта, одновременно с большинством стран Латинской Америки, Аргентина объявила войну Германии и Японии, а уже через неделю подписала Акт Чапультепека, что дало ей возможность участвовать в Сан-Францисской конференции, на которой 26 июня 1945 года была основана Организация Объединённых Наций. Таким образом, Аргентина вошла в число 51 государства — стран-основателей ООН.
Одновременно правительство начало поворот к проведению выборов. 4 января министр внутренних дел, адмирал Тейсайре, объявил о легализации Коммунистической партии. Были запрещены пронацистские газеты «Cabildo» и «El Pampero», а также отданы распоряжения о прекращении действия университетских интервенций с целью возвращения к реформаторской системе университетской автономии, при этом уволенные ранее преподаватели подлежали восстановлению в должностях.

#### Перонизм и антиперонизм
Основной чертой 1945 года в Аргентине стала радикализация политической ситуации, выразившаяся в остром противостоянии между перонизмом и антиперонизмом. Значительную роль в этом процессе сыграли Соединённые Штаты, действовавшие через своего посла Спруайла Брейдена. С этого момента аргентинское общество оказалось глубоко разделённым на два враждующих лагеря: сторонников Перона, составлявших большинство среди рабочего класса, и противников перонизма, преобладавших в среде среднего класса (особенно в Буэнос-Айресе) и в высших слоях общества.
19 мая в Буэнос-Айрес прибыл Спруайл Брейден — новый посол США, занимавший этот пост до ноября того же года. Брейден был одним из владельцев чилийской горнодобывающей компании «Braden Copper Company» и сторонником жёсткой империалистической политики «большой дубинки». Он открыто выступал против профсоюзного движения и противился процессу индустриализации Аргентины.  Ранее он сыграл важную роль в ходе Чакской войны между Боливией и Парагваем, отстаивая интересы «Standard Oil», а также в 1942 году участвовал в операциях на Кубе с целью добиться разрыва её дипломатических отношений с Испанией. Впоследствии он занимал пост заместителя госсекретаря США по делам Латинской Америки, а затем стал платным лоббистом «United Fruit Company», активно содействуя организации государственного переворота против гватемальского президента Хакобо Арбенса в 1954 году.

По словам британского посла, у Брейдена была «навязчивая идея, будто он был избран Провидением, чтобы свергнуть режим Фарреля-Перона». С самого начала своего пребывания в Аргентине Брейден открыто занялся организацией и координацией оппозиции, способствуя обострению внутреннего конфликта. По мнению историка-радикала Феликса Луны, антиперонизм появился раньше, чем сам перонизм. Фондовая биржа и Торгово-промышленная палата Аргентины совместно с 321 предпринимательской организацией опубликовали Манифест торговли и промышленности, в котором критиковалась трудовая политика Секретариата труда, поскольку она якобы создавала «атмосферу подозрительности, провокации и мятежности, подпитывающую чувство обиды, а также постоянный дух враждебности и стремления к реваншу».
Профсоюзное движение, в котором на тот момент ещё не преобладала открытая поддержка Перона, быстро отреагировало в защиту трудовой политики: 12 июля Генеральная конфедерация труда (CGT) организовала массовую акцию под лозунгом «Против капиталистической реакции». По словам Феликса Луны, именно тогда рабочие впервые начали идентифицировать себя как «перонисты».
Антиперонизм выступал под лозунгами демократии и резко критиковал так называемые антидемократические действия перонистов. В свою очередь, перонизм провозгласил своим знаменем социальную справедливость и обличал презрение к рабочим, характерное для своих оппонентов. Студенческое движение выражало свою оппозицию с помощью лозунга: «Нет диктатуре эспадрилий», на что профсоюзы и рабочие манифестации, выступавшие в поддержку трудового законодательства, продвигаемого Пероном, отвечали: «Эспадрильи — да, книги — нет».
19 сентября 1945 года оппозиция выступила единым фронтом на массовой демонстрации, собравшей более 200 000 человек, известной как Марш Конституции и Свободы. Колонна двинулась от Конгресса к району [[Реколета (Буэнос-Айрес) [Реколета]] и возглавлялась пятьюдесятью видными представителями оппозиции, среди которых были радикалы Хосе П. Тамборини, Энрике Москa, Эрнесто Саммартино и Габриэль Оддоне, социалист Николас Репетто, антиперсоналистские радикалы Хосе М. Кантильо и Диогенес Табоада, консерватор (PDN) Лауреано Ландабуру, христианские демократы Мануэль Ордоньес и Родольфо Мартинес, близкий к коммунистам Луис Рейссиг, демократ-прогрессист Хуан Хосе Диас Арана и ректор Университета Буэнос-Айреса Орасио Риварола.
Считается, что участники манифестации в основном представляли средний и высший классы, что является исторически неоспоримым фактом, однако это не умаляет её общественной значимости и политического многообразия. Марш оказал серьёзное давление на власть Фарреля-Перона и стал спусковым механизмом для череды требований со стороны военных, добивавшихся отставки Перона. Эти события достигли кульминации 8 октября, когда офицеры гарнизона Кампо-де-Майо во главе с генералом Эдуардо Х. Авалоcом — одним из лидеров GOU — проголосовали против Перона, при поддержке радикальной партии через Амадео Саббатини. В результате Перон подал в отставку со всех занимаемых должностей. 11 октября Соединённые Штаты обратились к Великобритании с просьбой приостановить закупки аргентинских товаров на две недели, чтобы способствовать падению правительства.
12 октября Перон был арестован и отправлен на остров Мартин-Гарсия. В этот момент лидеры оппозиционного движения фактически получили в свои руки страну и власть. «Перон был политическим трупом», а правительство, формально возглавляемое Фаррелем, на деле оказалось под контролем генерала Эдуардо Авалоcа, который занял пост министра войны вместо Перона и стремился как можно скорее передать власть гражданским.
На посту вице-президента Перона заменил министр общественных работ генерал Хуан Пистарини, сохранив оба портфеля, а главнокомандующий флотом контр-адмирал Эктор Верненго Лима занял должность министра военно-морского флота. Напряжение достигло такой степени, что радикального лидера Амадео Саббатини освистали в штаб-квартире радикалов, обвинив его в нацизме, 12 октября гражданская толпа атаковала Военный клуб (Círculo Militar), а одна из подпольных групп разработала план покушения на Перона.
Штаб-квартира Радикальной гражданской унии на улице Тукуман в Буэнос-Айресе превратилась в центр совещаний оппозиции. Однако проходили дни, а никаких конкретных решений принято не было; напротив, всё чаще проявлялись настроения патронального реваншизма. Вторник, 16 октября, пришёлся на день выплаты зарплаты: «Когда рабочие пришли получить свою зарплату за полмесяца, оказалось, что оплата за праздничный день 12 октября не была включена, несмотря на соответствующий указ, подписанный Пероном несколькими днями ранее. Особенно пострадали пекари и текстильщики. — «Идите и жалуйтесь Перону!» — таков был саркастический ответ.
Такие организации, как Студенческая федерация Буэнос-Айреса, Аргентинская студенческая федерация и Коллегия адвокатов в некоторых случаях принимали участие в действиях, имевших признаки заговорщических или террористических.

#### 17 октября
В среду, 17 октября 1945 года, в Буэнос-Айресе состоялась массовая мобилизация от 300 000 (по оценке Феликса Луны) до 500 000 человек, главным образом рабочих из малообеспеченных слоев. Они заполнили Площадь Мая с требованием освободить Хуана Перона. Решающую роль в организации акции сыграли профсоюзные лидеры: металлурги Анхель Перельман и Патрисио Монтес де Ока, Альсидес Монтьель из пивоваренного сектора, Сиприано Рейес из мясной промышленности, а также активисты CGT на местах, которые обходили фабрики и призывали рабочих прекращать труд и присоединяться к шествию с лозунгами в поддержку Перона, двигаясь по центральным улицам к столичному центру. В акции также участвовали такие активисты, как уругвайская писательница Бланка Лус Брум.  
Мобилизация началась ещё на рассвете 17 октября, когда рабочие из районов Ла-Бока, Барракас, Парке-Патрисьос, из западных окраин столицы и промышленных зон в её окрестностях начали движение в сторону центра. Значительное число участников также вышло из города Бериссо, расположенного рядом с Ла-Платой. Акция координировалась слабо — лишь отдельными профсоюзными лидерами, проводившими агитацию в предыдущие дни, — и основным двигателем выступили сами колонны рабочих, которые по мере продвижения усиливали движение и вовлекали в него всё новых участников.
Президент Эдельмиро Х. Фаррель занял выжидательную позицию. Наиболее радикально антиперонистские круги внутри правительства, в частности адмирал Верненго Лима, предлагали открыть огонь по демонстрантам. Новый фактический лидер военного правительства, генерал Эдуардо Авалос, сохранял пассивность, надеясь, что демонстрация рассеется сама собой, и отказался от мобилизации войск. В конечном счёте, перед лицом очевидного давления со стороны народа, власти вступили в переговоры с Пероном и достигли следующих договорённостей: Перон выступит перед демонстрантами, чтобы успокоить их, не упоминая о своём аресте, и добьётся их разгона; в свою очередь, весь кабинет министров уйдёт в отставку, а Авалос подаст рапорт об увольнении. Перон также покинет все посты и не будет вновь занимать должностей, однако взамен потребует от правительства объявления свободных выборов в первые месяцы 1946 года.
В 23:10 Перон вышел на балкон Каса Росада и обратился к собравшимся рабочим, праздновавшим победу. Он объявил о своём уходе из армии, назвал происходящее «праздником демократии» и, прежде чем попросить собравшихся мирно разойтись по домам, особенно заботясь о присутствующих женщинах, произнёс: «Я много раз бывал на собраниях рабочих. И всегда испытывал глубокое удовлетворение. Но с сегодняшнего дня я буду ощущать подлинную гордость быть аргентинцем, потому что вижу в этом коллективном движении возрождение рабочей сознательности — единственной силы, способной сделать нашу Родину великой и бессмертной… И помните, рабочие: объединяйтесь и будьте братьями, как никогда раньше. На братстве трудящихся должна быть построена наша прекрасная Родина — в единстве всех аргентинцев».

#### Выборы 1946 года
После короткого периода отдыха, в течение которого он вступил в брак с Эвой Дуарте в Хунине (провинция Буэнос-Айрес), а его друг Мерканте возглавил Секретариат труда и социальной защиты, 22 октября Перон начал политическую кампанию, которая завершилась его избранием президентом на выборах 24 февраля 1946 года.
Часть Радикального гражданского союза (UCR), поддерживавшая Перона, образовала «Обновляющую хунту» (Junta Renovadora), к которой присоединились Лейбористская партия и Независимая партия. Радикальная организация FORJA, в свою очередь, самораспустилась и влилась в перонистское движение.
Активную роль в избирательной кампании сыграло Аргентинское сельскохозяйственное общество (Sociedad Rural Argentina, SRA), которое пользовалось активной поддержкой посла США в Аргентине Спрюилла Брейдена. Во время кампании произошло два события, значительно повлиявших на её исход. С одной стороны, был обнаружен крупный чек, переданный одной из предпринимательских организаций в качестве пожертвования на избирательную кампанию коалиции «Демократический союз». С другой стороны, Государственный департамент США — по инициативе посла Брейдена — напрямую вмешался во внутренние дела Аргентины, открыто поддержав кандидатуру тандема Тамборини — Москa.
Одновременно стало известно, что предприниматель Рауль Ламуралья финансировал кампанию «Демократического союза» при помощи многомиллионных чеков, выписанных «Bank of New York», средства от которых направлялись на нужды Национального комитета Радикального гражданского союза и поддержку его кандидатов — Хосе Тамборини и Энрике Москa. Позднее, в 1951 году, тот же Ламуралья оказал финансовую поддержку неудачной попытке государственного переворота генерала Бенджамина Менендеса против Перона, а в июне 1955 года — финансировал бомбардировку площади Майо.
В 1945 году посольство США в Аргентине под руководством Спрюилла Брейдена содействовало объединению оппозиции в единый антиперонистский фронт, в который вошли Коммунистическая партия, Социалистическая партия, Радикальный гражданский союз, Прогрессистская демократическая партия, Консервативная партия, Аргентинская университетская федерация (FUA), Аргентинское сельскохозяйственное общество (представлявшее интересы землевладельцев), Союз промышленников, Фондовая биржа и оппозиционные профсоюзы. За короткое время своей дипломатической миссии, обладая отличным знанием испанского языка, Брейден фактически превратился в политического лидера оппозиции, грубо нарушив принцип невмешательства во внутренние дела суверенного государства. Незадолго до выборов 1946 года, он способствовал публикации доклада Государственного департамента США под названием Голубая книга (El Libro Azul), в котором как военное правительство, так и предшествующая администрация президента Кастильо обвинялись в сотрудничестве с державами Оси, на основании собранных американской стороной документов.
В ответ политические силы, поддерживавшие президентскую кандидатуру Перона, опубликовали контр-документ под названием Голубая и белая книга (El Libro Azul y Blanco), в котором умело была выдвинута ставшая знаковой формула: «Брейден или Перон».
В разгар избирательной кампании 1946 года группы, связанные с Аргентинским сельскохозяйственным обществом, местным отделением Радикального гражданского союза и Либеральной партией провинции Корриентес, подготовили покушение на жизнь Перона. 3 февраля 1946 года, когда Перон проходил по улицам города Гойя, заговорщики заняли позиции на крышах с оружием в руках. Из автомобиля, в котором находились либералы Бернабе Марамио Бальестерос, Херардо Сперони, Хуан Рейнольди и Овидио Робар, были произведены выстрелы по людям, которые направлялись с порта в центр города, узнав о визите Перона, чтобы выразить протест против покушения.
Демократический союз поддержал публикацию Голубой книги и выступил за немедленную оккупацию Аргентины вооружёнными силами под командованием США. Кроме того, он требовал юридического отстранения Перона от участия в выборах. Однако этого не произошло, и такие действия лишь подорвали шансы самой коалиции на победу. Перон, в свою очередь, опубликовал Голубую и белую книгу и выдвинул лозунг, ставший центральной темой кампании: «Брейден или Перон», который оказал значительное влияние на общественное мнение в день голосования.
Поддержка со стороны народа, организованная Лейбористской партией и фракцией Радикального гражданского союза «Обновляющая хунта», обеспечила Перону победу на выборах[104]. На выборах 24 февраля 1946 года он потерпел поражение лишь в провинциях Кордова, Корриентес, Сан-Хуан и Сан-Луис, одержав общую победу с 52,84 % голосов. Его оппонент, Хосе Тамборини, набрал 42,87 %, отстав на десять процентных пунктов. В коллегии выборщиков (прямое голосование в то время отсутствовало) Перон получил 299 голосов против 66 у Тамборини. После поражения Демократический союз распался и больше никогда не объединялся, тогда как партии, поддержавшие Перона, объединились в конце того же года в Перонистскую партию.
В отличие от выборов, проводившихся в годы так называемой «позорной декады», февральские выборы 1946 года были признаны абсолютно честными даже оппозиционными лидерами и прессой.
Некоторые оппозиционные СМИ отказались публиковать результаты президентских выборов. Газета «La Prensa» не сообщила о победе Перона и лишь спустя более месяца напечатала новость в завуалированной форме, процитировав «The New York Times», где победа Перона упоминалась как свершившийся факт. При освещении передачи власти издание ни разу не упомянуло имени нового президента.

### Первое президентство Х. Д. Перона (1946–1952)
Первый президентский срок Хуана Доминго Перона длился с 4 июня 1946 года по 4 июня 1952 года. К числу ключевых достижений этого периода относится создание масштабного социального государства, главным образом через учреждение Министерства труда и социального обеспечения и Фонда Евы Перон, а также широкое перераспределение богатства в пользу наиболее отсталых слоёв населения. Были признаны политические права женщин, проведена экономическая политика, направленная на стимулирование индустриализации и национализацию ключевых секторов экономики. Внешняя политика опиралась на принцип «третьий путь» и строилась на союзах с другими южноамериканскими странами. В этот же период была проведена конституционная реформа, завершившаяся принятием Конституции 1949 года.
В партийной сфере три политические силы — Трудовая партия, фракция Гражданского радикального союза (UCR-JR) и Независимая партия — объединились в Единую перонистскую партию. В 1949 году Перон также поддержал создание Женской перонистской партии.

#### Экономическая политика
В период президентства Перона была углублена политика импортозамещения за счёт развития лёгкой промышленности, начатого ещё в предыдущем десятилетии. Перон также активно инвестировал в сельское хозяйство, особенно в посевы пшеницы. В эти годы аграрный сектор претерпел модернизацию: благодаря развитию металлургической и нефтехимической промышленности было стимулировано внедрение технологий, расширено снабжение удобрениями, пестицидами и сельскохозяйственной техникой, что привело к росту сельхозпроизводства и повышению его эффективности.
Первое экономическое выступление Перона основывалось на четырёх ключевых принципах: «внутренний рынок», «экономический национализм», «ведущая роль государства» и «центральная роль промышленности». Государство стало играть всё более важную роль как регулятор экономики на всех её уровнях — включая товарные рынки — а также как поставщик общественных услуг.
В 1946 году, уже в статусе избранного президента, Перон провёл национализацию Центрального банка Аргентины посредством декрета-закона № 8503/46. Одновременно была запущена политика целевого распределения кредитных ресурсов через создание сети специализированных государственных банков: недавно основанный Банк промышленного кредита поддерживал промышленность и горнодобывающий сектор, Банк аргентинской нации — сельское хозяйство и торговлю, Национальный ипотечный банк — жилищное строительство, а Национальная касса почтовых сбережений — потребительское кредитование. Последняя также стала органом, ответственным за привлечение мелких сбережений, возникавших благодаря новой социальной политике.
Процентные ставки по кредитам варьировались в зависимости от их назначения. Все банковские депозиты — как в государственных, так и в частных банках — были национализированы. В период с 1947 по 1951 год наблюдалась тенденция к снижению процентных ставок на фоне экономической стабильности и значительное уменьшение внешнего долга, который был полностью погашен в 1952 году. Тогда были выплачены более 12 миллиардов песо на покрытие двух последних полугодовых взносов по аргентинско-британскому займу, закреплённому в соглашении Рока– Ренсимена (1933).
В результате этой меры, наряду с «полным контролем за эмиссией денежной массы» (введённым благодаря национализации Центрального банка Аргентины), государство получило гегемонию над всеми источниками создания денег в экономической системе. Кроме того, оно приняло на себя полную гарантию банковских вкладов.
Активное вмешательство государства в экономику, в сочетании с распределительной заработной политикой и программой рекапитализации промышленности, которая не имела возможности обновить оборудование в годы войны, вызвали рост совокупного спроса.
Комплекс принятых мер ясно свидетельствует о приоритете стимулирования потребления в ущерб сбережениям в этот период. Несмотря на появление первых признаков инфляции, спрос на деньги оставался высоким на протяжении всего этапа, хотя и начал снижаться после 1950 года.
Из-за нехватки валютных поступлений, связанной с застоем в аграрном секторе, из которых финансировался импорт капитальных товаров и необходимых для индустриализации ресурсов, в 1946 году Перон провёл национализацию внешней торговли через создание Аргентинского института содействия обмену (IAPI), который наделял государство монополией на внешнеэкономические операции. Это позволило правительству аккумулировать ресурсы и перераспределить их в пользу промышленности. Такая межотраслевая передача средств от сельского хозяйства к промышленности вызвала конфликты с рядом аграрных предпринимательских объединений, прежде всего с Аргентинским сельским обществом.
В 1947 году Перон объявил Пятилетний план, целью которого было укрепление недавно созданных отраслей и начало развития тяжёлой промышленности — металлургии и электроэнергетики, в том числе за счёт строительства объектов в Сан-Николас-де-лос-Арройосе и в провинции Жужуй. Перон утверждал, что Аргентина добилась политической свободы в 1810 году, но так и не достигла экономической независимости. По его замыслу, индустриализация должна была привести к диверсификации и усложнению производственной структуры страны (Scalise, Iriarte, s.d.), что позволило бы Аргентине выйти за рамки роли, отведённой ей в системе международного разделения труда. План предусматривал трансформацию социально-экономической структуры: сокращение внешней уязвимости (путём уменьшения долга и национализации общественных услуг); повышение уровня жизни (через перераспределение доходов и масштабные государственные инвестиции в здравоохранение, образование и жилищное строительство); ускорение процесса накопления капитала в промышленности и развитие национальной финансовой системы (для стабилизации платёжного баланса). Таким образом, государство взяло на себя активную роль в управлении экономикой.
В том же году была создана Аргентинская металлургическая смешанная компания (SOMISA), во главе которой был назначен генерал Мануэль Савио,
 а также основано предприятие «Вода и электроэнергия» (Agua y Energía Eléctrica).
В 1948 году государство национализировало железные дороги, большая часть которых находилась в собственности британского капитала, и учредило государственную компанию «Аргентинские железные дороги» (Ferrocarriles Argentinos). В том же году была создана Национальная телекоммуникационная компания (ENTel). В 1950 году появилось предприятие «Aerolíneas Argentinas» — первая национальная авиакомпания Аргентины.
В области научно-технического развития начались работы по освоению ядерной энергии: в 1950 году была основана Национальная комиссия по атомной энергии, в которую вошли учёные Хосе Антонио Бальсейро и Марио Банкора, заложившие основы аргентинской ядерной программы.
В авиационной сфере был дан мощный импульс развитию национального производства через Военный авиационный завод (Fábrica Militar de Aviones) — первую авиастроительную фабрику в Латинской Америке, основанную в 1927 году президентом-радикалом Марсело Т. де Альвеаром. Особое значение имел проект реактивных самолётов Pulqui, которым руководил немецкий инженер Курт Танке. Для работы над проектами в Европе было нанято около 750 специалистов, в том числе две группы немецких авиаконструкторов под руководством Раймара Хортена, итальянская команда во главе с Чезаре Паллавечино и французский инженер Эмиль Девуатин. Вместе с аргентинскими инженерами и техниками эти специалисты спроектировали реактивные самолёты Pulqui I и Pulqui II, двухмоторный Justicialista del Aire (позднее переименованный в I.Ae. 35 Huanquero), летающие крылья Хортена и другие модели. Кроме того, по инициативе генерала Хосе Сан-Мартина в Аргентину был приглашён крупный коллектив преподавателей Туринского политехнического университета, с участием которых была основана Школа инженерии Аргентинских военно-воздушных сил. Эти преподаватели также вошли в профессорский состав инженерного факультета Университета Кордовы.
На заводе также производились самолёты: I.Ae. 22 DL для продвинутой подготовки, бомбардировщик и штурмовик I.Ae. 24 Calquín, учебный самолёт начального уровня I.Ae. 23, истребитель I.Ae. 30 Ñancú, планер-штурмовик I.Ae. 25 Mañque, авиационный двигатель «El Gaucho», управляемая ракета AM-1 Tábano, а также лёгкие учебные и гражданские самолёты Colibrí, Chingolo и F.M.A. 20 Boyero. Реализация этих авиационных проектов привела к формированию обширной сети поставщиков высококачественных комплектующих, что, в свою очередь, стало основой для создания промышленного парка, послужившего фундаментом последующего индустриального подъёма провинции Кордова.
По истечении первых трёх лет правления завершилась классическая фаза процесса импортозамещения и закончился период экономического роста, основанный на увеличении совокупного спроса и перераспределении доходов.
Послевоенное оживление вызвало высокий спрос европейских стран на аргентинский урожай, что было обусловлено расширением посевных площадей зерновых культур, особенно в области влажной пампы, и модернизацией сельского хозяйства.
Политический кризис, начавшийся в этот период, имел свои корни во внешнеэкономической сфере: объём импорта и экспорта сократился на 33 %, а резкое падение валютных резервов — с 1,5 миллиарда долларов в начале правления до 150 миллионов долларов — усугубило ситуацию. Основной причиной стало "удушение производственного потенциала" из-за недостаточного обновления производственной базы. Кроме того, важно отметить сокращение сельскохозяйственного производства в 1951–1952 годах, вызванное засухами.
Правительство продолжало проводить расширительную монетарную, фискальную и зарплатную политику, однако давление совокупного спроса на экономику с ограниченным предложением товаров и услуг усиливало инфляционные процессы. В результате в 1951 году в Аргентине был установлен рекорд инфляции XX века: индекс потребительских цен вырос на 37 %, а оптовые цены — на 48 %.

#### Политика в области образования

##### Начальное и среднее образование
В период президентства Перона количество учащихся в начальных и средних школах выросло темпами, превышающими показатели предыдущих лет: в 1946 году в начальных школах было зарегистрировано 2 049 737 учеников, в средних — 217 817, тогда как к 1955 году эти цифры выросли до 2 735 026 и 467 199 соответственно.
Преподавание религии в начальных и средних школах, введённое ещё при президентстве Рамиреса, было отменено 16 декабря 1954 года в ходе конфликта с Католической церковью.
Одной из причин недовольства оппозиции стало включение в школьные учебники рисунков, фотографий и текстов, восхваляющих Перона и Эвиту, таких как «¡Viva Perón! Перон — хороший правитель. Перон и Эвита любят нас» и других подобных.  Книга Эвы Перон «Причина моей жизни» стала обязательной для изучения в начальной и средней школе, а в средней школе была введена дисциплина «Гражданская культура».
В 1951 году был принят закон № 13.031, который глубоко реформировал систему государственного образования Аргентины. Новый закон подчёркивал социальную функцию университета, отвергал представление об учреждении высшего образования как исключительном месте для накопления и трансформации знаний и стремился включить университет как активного участника развития страны.
После пятнадцати лет ограниченных демократий и вмешательств в 1946 году Конгресс принял новый Закон о высшем образовании, который перевёл университеты под действие демократических норм без запретов. В закон были включены различные положения Университетской реформы, такие как расширение функций и прямое участие студентов; при этом усиливалось студенческое участие в управлении факультетами, предоставлялось право голоса: студенты представлялись в Университетской ассамблее через представителей, отбираемых по жребию из числа лучших по среднему баллу за последние годы. Государство обязалось предоставлять стипендии студентам с успехами, происходящим из рабочих семей. Эти стипендии покрывали плату за обучение, так как университеты не были бесплатными до 1949 года.
Более быстрый рост среднего образования по сравнению с начальным свидетельствует о том, что к среднему образованию получили доступ большинство детей среднего класса и значительная часть высших слоёв рабочего класса, что подтверждается тем, что наибольший рост наблюдался в коммерческом и техническом образовании.
В 1954 году Конгресс с перонистским большинством отменил религиозное обучение в государственных школах (в частных школах оно сохранялось). Конгресс утвердил Статут для педагогических работников частных учебных заведений и Профсоюзный совет частного образования, который уравнивал права преподавателей частных школ с правами учителей государственных школ.
Что касается детских садов, в 1946 году был принят Закон Сими́ни, который установил основы дошкольного образования для детей в возрасте от трёх до пяти лет. В 1951 году был принят Закон о стабильности и карьерном росте № 5651, поддержанный всеми политическими силами. Этот закон регулировал заработную плату педагогов, определяемую законом о бюджете, и предусматривал регулярные надбавки как для штатных, так и для временных сотрудников. Что касается продвижения по службе, должности выше заместителя директора первой категории назначались по конкурсу. Педагоги также получили право участвовать в комиссиях по классификации преподавателей.

##### Университетское образование
В сфере университетской политики в период своего первого президентского срока Хуан Доминго Перон реализовал меры, направленные на приближение слоёв трудящихся к системе государственной высшей школы. В 1948 году он направил в Конгресс законопроект о создании Национального рабочего университета (исп. Universidad Obrera Nacional) — ныне известного как Национальный технологический университет (UTN). Университет был основан в соответствии с Законом № 13.229 и начал свою работу в 1952 году с кампусами в Буэнос-Айресе, Ла-Плате, Баия-Бланке и Авельянеде.
Цель нового вуза заключалась в ориентации на прикладную инженерную подготовку, при этом обучение было бесплатным, а структура приёма адаптирована под нужды молодых рабочих. Ключевыми мерами перонистского правительства в этой области стали: открытый доступ к высшему образованию (всеобщее зачисление), отмена платы за обучение и введение системы стипендий, что открыло университетские двери для широких народных масс и стало настоящей социокультурной революцией для того времени. Бесплатность высшего образования была закреплена в декрете № 29.337 от 1949 года.
В период первого президентства Перона была проведена координация учебных программ, унифицированы условия поступления, основано 14 новых университетов, а бюджет системы высшего образования увеличен с 48 миллионов песо (в 1946 году) до 256 миллионов (в 1950 году). Благодаря политике бесплатного образования численность студентов возросла с 49 000 человек в 1946 году до 96 000 в 1950 году. Также было введено понятие «эксклюзивной занятости» для преподавателей, что позволило им сосредоточиться на научной работе.
Кроме того, впервые в истории страны была создана государственная система стипендий для студентов из малообеспеченных семей. Финансирование обеспечивалось за счёт налога в размере 2 % на заработную плату, установленного в статьях 87 и 107 Закона № 13.013. Всё это привело к тому, что к 1956 году Аргентина стала страной с наибольшим числом студентов университетов в Латинской Америке.
В 1949 году Перон издал декрет о бесплатности высшего государственного образования (декрет № 29.337/1949); к 1955 году число студентов в университетах утроилось. Объявляя указ, Перон заявил: «С сегодняшнего дня университетские сборы отменяются, чтобы образование стало абсолютно бесплатным и доступным для всех аргентинских юношей и девушек, стремящихся к знаниям на благо страны».
Во время его правления также было построено новое здание Юридического факультета, а в составе Университета Буэнос-Айреса были созданы факультеты архитектуры и стоматологии. Уже во время второго президентского срока Перон учредил Национальный совет по техническим и научным исследованиям (Consejo Nacional de Investigaciones Técnicas y Científicas, CONITYC) — прямого предшественника нынешнего CONICET (Национального совета по научным и техническим исследованиям). Кроме того, был открыт новый региональный кампус Рабочего университета в Тукумане. Также была основана сеть новых научных и образовательных учреждений: Институт горного дела и геологии при Национальном университете Тукумана (UNT) в провинции Жужуй, за которым последовало создание институтов в области искусства, юриспруденции, экономики и научных исследований. Перон спланировал и начало строительства Университетского городка в горах Сьерра-де-Сан-Хавьер, работы по которому стартовали в 1949 году.
В северных провинциях он расширил присутствие университета, основав:
- Институт геологии и горного дела, Институт высотной биологии и Институт народной медицины в Жужуе;
- Техническое училище в Веспучио и Гуманитарный институт в Сальте;
- Сельскохозяйственную школу в Эль-Саньоне, провинция Сантьяго-дель-Эстеро.

Кроме того, он включил в состав UNT Салезианский университет труда и создал Университетскую медицинскую службу.
После пятнадцати лет ограниченной демократии и военных вмешательств в деятельность гражданских правительств, в 1946 году Конгресс Аргентины принял новый Закон о высшем образовании, который подчинил университеты нормам демократии без исключений. С этой целью и как важный шаг в истории законодательства о высшем образовании, в 1947 году перонистское правительство приняло Закон № 13 031, известный как «Закон Гуардо» — по имени депутата-хустисиалиста, автора законопроекта. Этот закон положил конец многолетнему действию четырёх статей ограниченного Закона № 1597 от 1885 года — так называемого «Закона Авельянеды», который до того момента служил правовой основой университетской системы.
В 1949 году, с намерением учесть требования университетского сообщества, развить положения закона 1947 года и заложить фундамент для нового законодательства, в Конституцию Аргентины была внесена специальная статья. В 1954 году был принят новый Закон № 14 297. В нём нашли отражение отдельные принципы Университетской реформы, такие как концепция университетского расширения и прямое участие студентов в управлении. Закон существенно усилил участие студентов в руководстве факультетами, предоставив им право голоса.
В Национальном университете Тукумана (UNT) произошли масштабные преобразования: были созданы новые структуры, осуществлено значительное региональное расширение. В 1948 году был основан Университетский гимназий, в провинции Жужуй создан Институт горного дела и геологии. В 1949 году началось строительство университетского городка на горе Сан-Хавьер [129]. В рамках регионального расширения Университет основал Институт горного дела и геологии, Институт высотной биологии и Институт народной медицины — все в Жужуе; Техническое училище Веспуччо и Институт гуманитарных наук — в провинции Сальта; а также Сельскохозяйственную школу в местности Эль-Саньон, в провинции Сантьяго-дель-Эстеро. В состав UNT была включена Салезианская трудовая университетская школа, создана медицинская служба.
В 1946 году, при президенте Пероне и в условиях нарастающей индустриализации Аргентины во время Второй мировой войны, была создана Национальная комиссия по обучению и профессиональной ориентации (CNAOP), а также открыты учебно-производственные школы для подготовки рабочих кадров. Таким образом, в соответствии с Законом № 13 229 от 1948 года была основана Национальная рабочая университет (Universidad Obrera Nacional, UON). К 1955 году её институты уже функционировали в федеральной столице, а также в Кордове, Мендосе, Санта-Фе, Росарио, Баия-Бланке, Ла-Плате и Тукумане. Учебные программы уделяли особое внимание таким направлениям, как механические конструкции, автомобилестроение, текстильная промышленность и электротехнические установки.

#### Политика здравоохранения
В 1946 году Рамон Каррильо был назначен секретарём по делам общественного здравоохранения, а в 1949 году, с созданием новых министерств, стал министром здравоохранения. На этом посту он стремился реализовать санитарную программу, ориентированную на создание единой системы здравоохранения универсального характера — профилактической, лечебной и социальной, — в которой государство играло бы ведущую роль.
Политика в области здравоохранения отличалась расширением сети больничных учреждений и внедрением национальных санитарных стратегий, координируемых Секретариатом общественного здравоохранения. Каррильо сосредоточил усилия на устранении причин заболеваний с использованием доступных ему государственных инструментов. Его идеологический подход, в котором социальное благо ставилось выше индивидуальной выгоды, позволил добиться значительного прогресса в ряде направлений, таких как снижение младенческой смертности — с 90 на тысячу новорождённых в 1943 году до 56 на тысячу в 1955 году, а также сокращение уровня заболеваемости туберкулёзом — со 130 случаев на 100 000 человек в 1946 году до 36 на 100 000 в 1951 году.
С началом его управления в Аргентине стали внедряться санитарные нормы, такие как массовые вакцинации и обязательное наличие медицинского свидетельства для поступления в школу и совершения административных процедур. Были проведены общенациональные кампании против жёлтой лихорадки, венерических заболеваний и других опасных инфекций. Под руководством Секретариата здравоохранения была успешно реализована кампания по искоренению малярии, организованная докторами Карлосом Альберто Альварадо и Эктором Аргентино Коллем. Также была основана первая национальная фармацевтическая фабрика EMESTA, а отечественные лаборатории получили государственную финансовую поддержку, что обеспечило доступность медикаментов для всего населения.
За время его работы было открыто почти пятьсот новых медицинских учреждений и больниц.
Государственная политика в области здравоохранения привела к существенному улучшению состояния общественного здоровья. Этот период также ознаменовался созданием и укреплением профсоюзных систем социального обеспечения, особенно в отраслях с наибольшим числом членов, таких как железнодорожная и банковская сферы.
Количество больничных коек, которое в 1946 году составляло 66 300 (4 на 1000 жителей), к 1954 году увеличилось до 131 440 (7 на 1000 жителей). Были организованы масштабные кампании по борьбе с эндемическими заболеваниями, такими как малярия, туберкулёз и сифилис: в первой из них широко использовался ДДТ, во вторых — пенициллин. В школьной среде усилилась санитарная политика — вакцинация стала обязательной.
Общее число больничных коек в стране увеличилось с 66 300 в 1946 году до 132 000 в 1954 году. Эндемические болезни, такие как малярия, были практически искоренены всего за два года в результате чрезвычайно интенсивных кампаний. Сифилис и венерические заболевания практически исчезли. Были основаны 234 бесплатных больницы и поликлиники. Показатель смертности от туберкулёза снизился со 130 на 100 000 человек до 36 на 100 000. Удалось положить конец таким эпидемиям, как тиф и бруцеллёз. Уровень младенческой смертности снизился с 90 на тысячу до 56 на тысячу.
Если в 1942 году около 6,5 миллиона человек имели доступ к водопроводной воде и 4 миллиона — к канализации, то к 1955 году эти показатели составили 10 миллионов и 5,5 миллиона соответственно. Младенческая смертность, которая в 1943 году составляла 80,1 на тысячу новорождённых, к 1953 году снизилась до 66,5 на тысячу, а средняя продолжительность жизни, составлявшая 61,7 года в 1947 году, выросла до 66,5 года в 1953 году.

#### Политика в области спорта
В период его правления спорт в Аргентине достиг высокого уровня развития. Были учреждены Национальные турниры Эвиты, в 1947 году произошло объединение Аргентинской спортивной конфедерации (Confederación Argentina de Deportes, CAD) с Аргентинским олимпийским комитетом (Comité Olímpico Argentino, COA). Сотни спортсменов получили возможность представлять страну за рубежом в различных дисциплинах. Осуществлялась поддержка нетрадиционных видов спорта, была организована первая в истории баскетбольная мировая первенство в 1950 году, а также Панамериканские игры 1951 года. Государство оказало спонсорскую поддержку автогонщику  Хуану Мануэлю Фанхио, что стало одним из первых звеньев национальной спортивной политики.
Гонщик Хуан Мануэль Фанхио стал пятикратным чемпионом мира в классе «Формула-1». Мужская сборная Аргентины по баскетболу выиграла первый в истории чемпионат мира, а боксёр Паскуаль Перес стал первым аргентинцем — чемпионом мира, положив начало длинной череде титулованных бойцов, сделавших Аргентину одной из ведущих стран в профессиональном боксе. В этот же период аргентинская команда по пелоте (традиционный вид спорта) завоевала обе золотые медали на первом чемпионате мира по баскской пелоте, установив с тех пор доминирование в этой дисциплине.
Олимпийские игры в Хельсинки в 1952 году стали наивысшей точкой олимпийского успеха Аргентины — с тех пор страна не завоёвывала такого количества золотых медалей вплоть до Игр в Афинах в 2004 году. Однако уже к 1956 году аргентинская делегация насчитывала лишь 28 спортсменов — наименьшее количество в истории страны, и это были первые Олимпийские игры, на которых Аргентина не выиграла ни одной золотой медали.

#### Политика в сфере коммуникаций
Правительство Перона стало первым в истории Аргентины, которое реализовало целенаправленную политику в отношении средств массовой информации. Печатная пресса получила поддержку благодаря утверждению закона о Статуте профессионального журналиста, принятого в 1946 году.
Кинематограф оказался в числе главных бенефициаров благодаря введению трёх ключевых мер: обязательному показу аргентинских фильмов на всей территории страны (закон № 1299/47), регламентации закона о защите кинематографической индустрии (декрет № 16688/50) и дополнительным мерам поддержки этой отрасли (декрет № 11731/52). Результатом стала рекордная цифра: в 1950 году было снято 58 фильмов, что стало настоящим прорывом в сфере кинопроизводства и позволило аргентинскому кино выйти на международную арену. Особенно выделилась картина «Dios se lo pague» режиссёра Луиса Сесара Амадори, установившая рекорды по зрительской аудитории в разных уголках мира.
В период с 1946 по 1955 год происходила активная переработка культурных традиций: в кинематограф интегрировались элементы европейского реализма, однако основную стилистическую модель представлял собой классический голливудский киноязык. Эти культурные и политические инициативы различным образом способствовали развитию кинематографа, дополнительно поддержанного распределительными мерами, которые обеспечили рост зрительской аудитории и утвердили кино как одно из ведущих массовых развлечений.
Дополнительную институциональную легитимацию сектор получил в марте 1948 года с проведением в Мар-дель-Плате первого Фестиваля аргентинского кино. Все эти меры положили начало так называемой Золотой эпохе аргентинского кино,  когда национальная кинематография вступила в стадию индустриализации и стандартизации, выразившуюся в массовом производстве, создании студийной системы, формировании жанров и появлении звёзд.
В 1951 году предприниматель Хайме Янкелевич, директор радиостанции «Radio Belgrano» и пионер радиовещания в Аргентине, по поручению правительства отправился в Соединённые Штаты для приобретения первых передающих устройств «Standard Electric» с целью внедрения телевидения в стране. После проведения ряда испытаний 23 сентября 1951 года были впервые показаны изображения, транслируемые на приёмники, размещённые в магазинах центральной части Буэнос-Айреса. В этот день начала работу «LR3 Radio Belgrano TV», которая вскоре стала известна как «Канал 7». Его торжественный запуск был приурочен к политическому мероприятию — Дню верности (Día de la Lealtad), проходившему на площади Мая (напротив Каса Росада, официальной резиденции правительства Аргентины в Буэнос-Айресе) 17 октября 1951 года, а регулярные трансляции начались 4 ноября того же года. В этот день принято считать официальное начало деятельности «Канала 7», а в последующие месяцы по телевидению стали показывать крупные спортивные события.
В 1953 году был принят первый в стране Закон о радиовещании (№ 14241/53), который определил этот вид услуг как «общественно значимый», учредил Министерство коммуникаций, установил обязательное участие национального капитала в размере 70 % для лицензированных компаний, предусмотрел выдачу лицензий сроком на 20 лет с возможностью продления по согласованию с Министерством коммуникаций, обязал продвигать действия правительства, образовательные и культурные программы и не ограничивал рекламу. В статье 24 закона устанавливался срок подачи заявок на лицензирование — в течение 45 дней с момента его принятия.
В июне 1954 года, согласно декрету № 9967/54, была проведена тендерная процедура по выдаче лицензий для трёх существовавших в стране радиосетей — LR1 и «Red Azul y Blanca», LR3 и «Primera Cadena Argentina de Broadcasting», а также LR4 и «Red Argentina de Emisoras Splendid», а также лицензии для Канала 7 и двух других телевизионных каналов. Распределение лицензий осуществлялось в соответствии с декретом № 17959/54. Лицензия LR1 была передана издательству «Editorial Haynes», возглавляемому Оскаром Маролио, бывшим президентом Государственного банка промышленного кредита; LR3 получила Ассоциация промоутеров телерадиовещания, управляемая Хорхе Антонио, близким другом Перона; а LR4 — газета «La Razón» под руководством Мигеля Миранды, бывшего президента Экономического и социального совета.
По мнению Серхио Арриба, государство сформировало информационный монополизм и монополию в сфере СМИ посредством комплекса взаимосвязанных нормативных актов, ограничив три основных свободы личности: свободу выражения мнений и её две разновидности — свободу мысли и свободу убеждений; свободу печати; а также свободу прессы. Кроме того, правительство способствовало формированию олигополии в системе радиовещательных СМИ, основанной на том же комплексе нормативных актов. Этот процесс происходил на фоне манипуляций и искажения информации, практикуемых как лояльными к правительству СМИ, так и издающими критические материалы против Перона.  С 27 января по 19 марта Эвита выступила с шестью радиовыступлениями, требуя принятия закона о предоставлении женщинам избирательных прав; за исключением газеты «Clarín», эти выступления были замолчаны главными изданиями того времени, такими как «La Prensa» и «La Nación», обе из которых придерживались антиперонистской позиции.

#### Внешняя политика
Перон вступил в должность президента в 1946 году, всего за несколько месяцев до окончания Второй мировой войны, по итогам которой Соединённые Штаты утвердились в качестве ведущей мировой державы. Одними из главных причин напряжённых отношений между США и Аргентиной в период президентства Перона были исторически приоритетные связи Аргентины с Великобританией, традиционная политика нейтралитета, которую страна сохраняла почти на протяжении всей Второй мировой войны, а также конкуренция между экономиками двух государств. Дополнительное напряжение в отношениях вызвали националистическая политика и значительное влияние профсоюзов на перонистское правительство.
В результате нескольких шагов со стороны аргентинского правительства, демонстрировавших приверженность межамериканским обязательствам, Соединённые Штаты в июле 1946 года разблокировали золото и средства аргентинского Банка нации и Банка провинции, замороженные с 1944 года. Помимо этого, приглашение Аргентины на конференцию в Рио-де-Жанейро в 1947 году сопровождалось сменой состава американских дипломатов, занимавшихся внешней политикой США в отношении Аргентины. Трумэн объявил об отставке Брейдена, чтобы приблизить позиции двух стран.
Кроме того, двусторонние отношения улучшились благодаря новой перестановке в кабинете министров США: президент Трумэн назначил государственным секретарём генерала Маршалла. С приходом Маршалла в американской бюрократии укрепились позиции сторонников сотрудничества и военного баланса на всём континенте.
Что касается определения зоны безопасности, аргентинский делегат Паскуаль Ла Роса предложил включить в неё Мальвинские (Фолклендские) острова и Антарктиду, возможно, под давлением националистических гражданских и военных кругов. Специальный военный комитет, сформированный Аргентиной, Чили и США, принял аргентинское предложение включить Мальвинские острова и Антарктиду в зону безопасности Межамериканского договора о взаимной помощи (TIAR).
Аргентина и Советский Союз не поддерживали дипломатических отношений с момента Русской революции 1917 года. В 1945 году, когда Перон занимал пост вице-президента, начали проявляться признаки сближения, а вскоре после вступления в должность президента и при одобрении со стороны США аргентинское правительство объявило об установлении дипломатических, консульских и торговых отношений с Советским Союзом. В последующие годы были начаты торговые переговоры и подписаны соглашения с Румынией, Болгарией, Польшей, Чехословакией и Венгрией.

Первым министром иностранных дел, назначенным Пероном, стал юрист и профсоюзный деятель социалистического толка Хуан Атилио Брамулья, один из основателей перонизма. В этом контексте сформировалась третья хустисиалистская позиция — философская, политическая и международная концепция, дистанцирующаяся как от капиталистического, так и от коммунистического мира. Сам Перон впервые изложил основы третьей позиции в Обращении ко всем народам мира, произнесённом 16 июля 1947 года, в момент, когда Аргентина председательствовала в Совете Безопасности во время первого кризиса холодной войны — блокады Берлина. Речь Перона транслировалась более чем тысячей радиостанций по всему миру, включая BBC в Лондоне: 
«Работа по достижению международного мира должна вестись на основе отказа от противоположных идеологий и формирования мирового сознания, согласно которому человек стоит выше систем и идеологий. Поэтому недопустимо уничтожение человечества во имя гегемоний — правых или левых».
.

Позднее, в обращении к открытию сессии Национального конгресса 1 мая 1952 года, он расширил эту концепцию: 
«До тех пор, пока мы не провозгласили нашу доктрину, перед нами триумфально возвышались капиталистический индивидуализм и коммунистический коллективизм, распространяя тень своих имперских крыльев по всем дорогам человечества. Ни один из них не создал и не мог создать счастья для человека. С одной стороны, капиталистический индивидуализм подчинял людей, народы и нации всесильной, холодной и эгоистичной воле денег. С другой стороны, коллективизм, скрытый за завесой молчания, подчинял людей, народы и нации подавляющей и тоталитарной власти государства... Наш собственный народ в течение многих лет находился под гнётом капитализма, укоренившегося в правительстве олигархии, и был ограблен международным капиталом... Перед нами стояла, казалось бы, окончательная дилемма: либо мы продолжали бы находиться в тени западного индивидуализма, либо пошли бы по новому пути коллективизма. Но ни одно из этих решений не могло привести нас к счастью, которого заслуживал наш народ. Поэтому мы решили создать новые основы третьей позиции, которая позволила бы нашему народу выбрать иной путь — не ведущий к эксплуатации и нищете... Так родился хустисиализм, рождённый нами и для наших детей, как третья идеологическая позиция, стремящаяся освободить нас от капитализма, не попадая в гнетущие объятия коллективизма».
.
Аргентинская третья позиция проводилась Брамульей и его преемниками на посту министра иностранных дел в прагматичном ключе, избегавшем открытого противостояния с Соединёнными Штатами.
В период исполнения обязанностей президента он отличился углублением отношений с Бразилией, что привело к так называемому Пакту ABC (Аргентина, Бразилия и Чили), продвигаемому во время правления Хуана Доминго Перона.
После создания Государства Израиль в 1948 году Аргентина признала новое государство 14 февраля 1949 года и немедленно установила с ним дипломатические отношения.
Аргентина неоднократно отказывалась голосовать за предложение Индии по вопросу расизма в Южной Африке (на первом, третьем, пятом, шестом и восьмом заседаниях), голосовала против всех резолюций, осуждавших аннексию Юго-Западной Африки Южной Африкой (на втором, четвёртом и седьмом заседаниях), проголосовала против предложения расследовать действия французского колониализма в Марокко (девятое заседание); поддержала Чан Кайши в обсуждении китайского вопроса; поддержала все американские проекты, касающиеся Корейской войны (пятое, шестое, седьмое, восьмое и девятое заседания); воздержалась при голосовании за резолюции в поддержку Пуэрто-Рико (восьмое заседание); воздержалась, когда обсуждалась независимость некоторых нидерландских колоний (десятое заседание). Вместе с тем, на Десятой Панамериканской конференции в Каракасе воздержалась при голосовании по резолюции, осуждавшей режим Хакобо Арбенса, правившего в Гватемале.
Вскоре после вступления в должность Перон направил в Конгресс на ратификацию Акт Чапультепека — предшественник ОАГ — и договор о создании Организации Объединённых Наций. Сенат ратифицировал оба документа единогласно[149], однако в Палате депутатов семь парламентариев от правящей партии воздержались, как и представители радикальной оппозиции, которые даже предлагали отклонить оба соглашения, за что подверглись резкой критике со стороны Эрнесто Санмартино, Луиса Деллепиане и Артуро Фрондиси.
В Организации Объединённых Наций Аргентина представила 28 оговорок в защиту своего суверенитета над Мальвинскими островами. Заявления в пользу суверенитета над Мальвинскими (Фолклендскими) островами, Южной Георгией, Южными Сандвичевыми островами и аргентинским сектором Антарктики также неоднократно звучали на Межамериканских конференциях в Рио-де-Жанейро (1947) и в Боготе (1948). На последней была создана Американская комиссия по зависимым территориям. В рамках комиссии проводилось различие между «территориями под колониальной опекой» — такими как Гренландия, Антильские острова, Багамы, Ямайка, Тринидад и Тобаго и другими — и «оккупированными территориями». К последним были отнесены Мальвинские острова, Южные Сандвичевы острова, Южная Георгия, американский сектор Антарктики и Белиз.
В 1950 году Аргентина официально заявила о своём суверенитете над Мальвинскими островами. Тем временем британская корона расширила границы своей юрисдикции над этими территориями, включив в том же году в состав своих владений континентальный шельф, морское дно и недра, прилегающие к островам.
Особенно начиная с 1953 года Аргентина стремилась к подписанию многочисленных соглашений об интеграции в Южной Америке и добилась значительных успехов в этом направлении. В феврале 1953 года Перон посетил чилийского президента Ибаньеса дель Кампо и подписал Сантьягский акт. Обе страны заложили тогда основы экономической комплементарности. Стороны обязались расширить торговый обмен, постепенно отменить таможенные пошлины и содействовать индустриализации двух государств, среди прочего. Четырьмя месяцами позже Ибаньес дель Кампо нанес ответный визит Перону, и обе стороны подписали Договор о чилийско-аргентинском экономическом союзе. Впоследствии Перон пригласил Бразилию присоединиться к этому экономическому объединению.
Вскоре Аргентина заключила и другие соглашения об экономическом союзе с Чили, Парагваем, Эквадором и Боливией, предусматривающие открытие границ. Уже в 1946 году были подписаны договоры с Бразилией об использовании реки Уругвай, с Чили — о экономическом, финансовом и культурном сотрудничестве, а с Боливией — по вопросам торговли и финансов. Позднее этот курс усилился рядом дополнительных инициатив, включая подписание Акта союза с Чили в феврале 1953 года с целью координации политики развития обеих стран; предложения по латиноамериканской интеграции, представленные аргентинской делегацией на V сессии ЭКЛАК в апреле 1953 года; Договор об экономическом союзе с Парагваем, подписанный в августе 1953 года; Соглашение о комплементарности с Никарагуа в декабре того же года; Акт аргентинско-эквадорского союза, заключённый в ту же дату; Соглашение об экономическом союзе с Боливией, подписанное в сентябре 1954 года; а также соглашения о торговом обмене и платёжной системе, достигнутые с Колумбией и Бразилией.
В 1947 году Аргентина подписала Межамериканский договор о взаимной помощи (TIAR). В том же году она добилась значительного международного успеха, получив право на двухлетнее членство в Совете Безопасности ООН, и в 1948 году заняла пост председателя Совета в ходе рассмотрения конфликта, вызванного блокадой Берлина. Эту миссию возглавил Брамулья, сыгравший активную посредническую роль между сторонами. 3 июня 1947 года, в беспрецедентном жесте, президент Трумэн пригласил аргентинского посла Оскара Иванисевича в Белый дом, где состоялась тёплая беседа; примечательно, что Брэйден на встрече отсутствовал, а спустя два дня подал в отставку. Вскоре после этого Аргентина установила дипломатические отношения с Советским Союзом, а затем начала торговые переговоры и заключила торговые соглашения с Румынией, Болгарией, Польшей, Чехословакией и Венгрией.
Латинская Америка играла важнейшую роль во внешней политике Перона, поскольку рассматривалась как козырь в переговорах с остальным миром. Укрепление и совершенствование связей на субконтиненте было необходимо для улучшения переговорных позиций. Перон активно способствовал улучшению и укреплению отношений с соседними странами.
Несмотря на всё это, Соединённые Штаты продолжали предпринимать действия в ущерб Аргентине, вплоть до запрета использовать средства, предоставленные по плану Маршалла, для покупки аргентинского зерна и мяса. Посол США в Аргентине Брюк направил президенту Трумэну письмо, в котором раскрыл часть этого плана против страны: «Фицджеральд… заявил, что собирается использовать Управление экономического сотрудничества (ECA), чтобы „поставить аргентинцев на колени“… Фицджеральд отдал распоряжение армии закупать мясо в любой другой стране, кроме Аргентины, независимо от того, насколько выше будет цена».

Принятая Аргентиной третья позиция рассматривалась как «неблагоприятная» для интересов Соединённых Штатов. В меморандуме Госдепартамента США от 21 марта 1950 года говорится: 
«Существует аспект аргентинской политики, называемый «третьей позицией», который неблагоприятен для интересов Соединённых Штатов. Когда этот концепт впервые был опубликован в середине 1947 года, он казался указанием на то, что в международных делах Аргентина не желает следовать ни за капиталистами США, ни за коммунистической Россией, а выбирает независимый курс. Другим странам было предложено присоединиться к Аргентине в третьем блоке, который бы работал ради мира и противостоял тенденции к войне между двумя лагерями. Впоследствии, однако, президент Перон заверил нас, что «третья позиция» — это политика мирного времени и «политический инструмент», который не будет иметь никакой силы в случае войны между США и Советским Союзом — в таком случае Аргентина немедленно вступит в войну на стороне Соединённых Штатов. Каковы бы ни были намерения Перона, аргентинские пропагандисты «третьей позиции» нанесли ущерб американо-аргентинским отношениям и, в меньшей степени, поставили Соединённые Штаты в неловкое положение в отношениях с другими американскими республиками. В Аргентине и за её пределами они клеймили Москву и её международное влияние, но с не меньшей, а возможно, и большей жёсткостью нападали на «янки-интервенционизм» и на «Уолл-стрит» за различные предполагаемые действия в западном полушарии. Наша политика заключается в том, чтобы противодействовать этой пропаганде при каждой возможности. По дипломатическим каналам мы указали Перону и его представителям, что если аргентинское правительство искренне в своём заявленном стремлении сотрудничать с Соединёнными Штатами в борьбе с коммунизмом, оно должно воздерживаться от ослабления демократической позиции посредством нападок на США».
Другим предметом разногласий стал въезд в Аргентину и другие страны Южной Америки множества нацистских преступников, бежавших во время и после Второй мировой войны, среди которых были Адольф Эйхман, Йозеф Менгеле, Эрих Прибке, Динко Шакич, Йозеф Шваммбергер, Герхард Боне, Вальтер Кучман и Анте Павелич.
Еврейская виртуальная библиотека отмечает, что «Перон также выражал симпатию к правам евреев и установил дипломатические отношения с Израилем в 1949 году. С тех пор более 45 000 евреев эмигрировали из Аргентины в Израиль».
В тот период Аргентина приняла нескольких политических изгнанников из Боливии после свержения полковника Гуальберто Вильярроэля в июле 1946 года, среди которых были Виктор Пас Эстенссоро, Аугусто Сеспедес, Карлос Монтенегро и генерал Альфредо Пачеко Иттурри.
Через Фонд Эвы Перон страна также оказывала помощь другим государствам, таким как Боливия, Чили, Хорватия, Египет, Испания, Франция, Гондурас, Израиль, Япония, Парагвай и Уругвай.

## Политическое влияние
За политическим мировоззрением Перона закрепилось название перонизм. Перон сам усвоил этот термин, хотя изначально именовал свою концепцию — «хустисиализмом». В своих книгах «Учебник перониста», «Перонистская доктрина» и «Политическое руководство» генерал-лейтенант Перон позиционировал свою идеологию как третий путь между капитализмом и социализмом. В Аргентине перонизм рассматривался правящими кругами как альтернатива неолиберализму.

## Художественные отражения
О жизни Эвы Перон были написаны роман Т. Элоя Мартинеса «Святая Эвита» и мюзикл «Эвита». В одноимённом фильме 1996 года роль президента Перона исполнил Джонатан Прайс.